# Usine Stellantis d'Hordain
L'usine Stellantis Hordain, à l'origine SEVEL Nord ou Usine SEVEL d'Hordain renommée PSA Hordain en 2017, est une usine automobile intégrée, depuis 2021, dans le groupe multinational Stellantis, issu de la fusion entre les groupes Fiat Chrysler Automobiles et PSA Peugeot Citroën. L'usine a été construite par Simca-Chrysler entre 1970 et 1973. Après être passée sous la coupe de Simca, Chrysler, PSA, SEVEL Nord et à nouveau PSA, elle est renommée PSA Hordain en 2012 puis, Stellantis Hordain en 2021.

## Histoire

### Les origines: Simca et Chrysler
Ce site, à cheval sur les communes de Lieu-Saint-Amand et de Hordain, a été créé par la société Simca à l'instigation de l'État français, représenté par la DATAR. Il a été inauguré le 6 février 1969 pour y créer 800 emplois. À partir de 1967, l'État s'était montré soucieux de préparer la reconversion du bassin minier du Nord, dont la fermeture était prévue à brève échéance, et a multiplié, à cette époque, les implantations :
- Française de Mécanique en 1968 à Douvrin-La Bassée près de Lille,
- Simca à Hordain en 1969,
- Renault Douai en 1969,
- Société de Transmissions Automatiques à Ruitz près de Bruay en Artois en 1969,
- Maubeuge Constructions Automobiles à Maubeuge en 1970,
- etc.[2].

La ville de Valenciennes héberge aussi, depuis 1979, l'usine PSA de Valenciennes chargée de la fabrication de boîtes de vitesses automatiques et manuelles, créée pour compenser la perte des emplois dans la métallurgie.
En 1987, après avoir fonctionné comme vase d'expansion de l'usine de Poissy et avoir réalisé diverses fabrications d'appoint (tôlerie, sellerie, câblerie...), le site, repris par Chrysler en 1967 puis, par PSA en 1978, est victime de la crise engendrée par le deuxième choc pétrolier et ferme.

### La2ecoopération Fiat-PSA
Jacques Calvet, alors président de PSA, obtient du groupe Fiat que le partenariat existant en Italie entre les deux constructeurs automobiles, qui a donné lieu à la constitution de la société SEVEL Sud et à la construction, en 1978, dans les Abruzzes, d'une usine gérée par Fiat et financée à 50-50, soit rééquilibré et que Fiat participe à 50 % à la constitution d'une nouvelle société, en France, appelée SEVEL Nord (Société Européenne des VEhicules Légers du Nord).
Le 19 décembre 1988 un accord est signé à Turin entre Fiat et PSA pour créer la société de droit français SEVEL Nord SA pour produire des monospaces et des véhicules utilitaires légers sur l'ancien site d'Hordain de 161 hectares, mis en sommeil par PSA, situé sur les communes d'Hordain et de Lieu-Saint-Amand.
Un des anciens bâtiments construit par Simca en 1970 est alors récupéré pour y implanter un atelier de ferrage tandis qu'une nouvelle unité de peinture et montage sont construits, ainsi que des utilités, des convoyeurs inter-bâtiments et des bureaux centraux. Les travaux de construction débutent en 1992 et la production peut démarrer en décembre 1993. La coentreprise entend s'inspirer des techniques managériales appliquées par les constructeurs japonais. Le site de production est inauguré le 16 mai 1994 en présence de Jacques Calvet, PDG de PSA, de Paolo Cantarella, Administrateur délégué de Fiat Auto et de Gérard Longuet, ministre de l'industrie. Les premiers véhicules fabriqués sont le Peugeot 806, le Citroën Evasion et leurs jumeaux Fiat Ulysse et Lancia Zeta. En 1995, débute la fabrication des dérivés utilitaires Peugeot Expert, Citroën Jumpy et Fiat Scudo.

### Évolutions de l'usine
À partir de 2002, l'usine, employant environ 4 000 personnes, débute l'assemblage de la deuxième génération de monospaces, les Citroën C8, Peugeot 807, Fiat Ulysse II, Lancia Phedra) alors que la production de leurs dérivés utilitaires Citroën Jumpy et Peugeot Expert de PSA et Fiat Scudo du groupe Fiat) sur une plateforme commune est reportée à 2007.
En 2005, l'usine produit plus de 151 007 véhicules (dont 116.310 Peugeot-Citroën + 34.697 Fiat-Lancia) avec un potentiel de 800 véhicules par jour.
Le 22 juin 2009, le 2 000 000e véhicule sort des lignes de production de l'usine SEVEL Nord.
En 2010, 2 800 personnes travaillent sur le site pour une production moyenne de 420 véhicules par jour. La cadence a fortement baissé du fait de la crise qui touche particulièrement les véhicules utilitaires, mais la part de marché n’a pas diminué sur les premiers mois de l’année. Après le rachat du groupe Chrysler, en septembre 2009 Fiat annonce l'arrêt de la production des monospaces Fiat Ulysse II et Lancia Phedra en raison de l'ancienneté de leur base technique qui a accéléré la chute des ventes. Fiat ne remplace pas l'Ulysse et Lancia remplace le Phedra par une version améliorée du Chrysler Voyager, nommée Lancia Voyager. La production de l'utilitaire Fiat Scudo se poursuit, comme les versions PSA, jusqu'en mars 2016.
En 2009, SEVEL Nord affiche une perte globale de 38 millions d'€uros (dont 19 M€ (50 %) pour PSA) et de 20 millions en 2010.
Le 12 mai 2011, Fiat annonce qu'il se retire de la coentreprise SEVEL Nord et, comme prévu dans l'accord d'origine, va revendre ses parts à PSA avant le 31 décembre 2012. Les difficultés financières du groupe PSA ne lui permettant pas d'étudier de nouveaux modèles de remplacement, SEVEL Nord va donc poursuivre la production de ces véhicules jusqu'à l’entrée en vigueur de la nouvelle norme Euro 6 sur les niveaux d’émissions applicable fin 2016, malgré une forte chute des ventes. Fiat achète à PSA les exemplaires du Scudo entre 2013 et 2016.
La fabrication des monospaces C8 et 807 s'arrête en juin 2014.
À la fin de 2014, la direction du site communiquait les chiffres-clé suivants :
- production de 350 véhicules par jour ;
- 76 582 véhicules produits en 2013 (63.054 Citroën C8/Jumpy & Peugeot 807/Expert - 13.528 Fiat Scudo & 3.803 Toyota ProAce) ;
- 2 400 salariés dont 80 % ouvriers, 15 % employés, techniciens et agents de maîtrise, 5 % ingénieurs et cadres ;
- 9 % de personnel féminin ;
- plus de 11,6 % de personnel reconnu en qualité de travailleurs handicapés, dont 3 % de sous-traitants.

Le 30 juin 2015, SEVEL Nord livre son 2 500 000e véhicule à La Poste française.

### Le retrait de Fiat
Le 12 mai 2011, Fiat annonce officiellement la fin du partenariat avec PSA sur le site de SEVEL Nord à compter de l'été 2012. En effet, de fortes divergences de vues concernant le développement de nouveaux modèles sont apparues au grand jour, PSA en difficultés financières ne pouvait investir dans de nouveaux modèles. Fiat va commercialiser la version allongée du Doblò qu'il considère suffisante pour couvrir la demande du segment des petits utilitaires et dans le segment des gros monospaces, va lancer des versions badgées Dodge et Lancia du Chrysler Voyager actualisé,, en attendant de nouveaux modèles.
Selon un document interne révélé par un syndicat en juin 2011, la direction de PSA avait alors envisagé la fermeture du site. L'entreprise affirmait « étudier différentes pistes (...) d'ici 2017 ».
Le 11 juillet 2012, les groupes FIAT et PSA annoncent que PSA reprendra la participation de FIAT (50 %) dans SEVEL Nord avant fin 2012. PSA confirme également la fin de la production des véhicules actuels par SEVEL Nord en 2017. En 2011, FIAT avait annoncé que la coopération avec PSA dans la coentreprise SEVEL Sud, l'usine dans la Val di Sangro en Italie, continuerait jusqu'à son terme contractuel en 2019. En conséquence, l'établissement SEVEL Nord sera consolidé à 100 % dans les comptes du groupe PSA Peugeot Citroën dès l'exercice 2012.
Le dernier exemplaire du Fiat Scudo a été fabriqué le 7 juillet 2013 dans le cadre de l'extinction graduelle des productions des anciens modèles de SEVEL Nord et du lancement du nouveau véhicule "K0", annoncé par PSA, conçu en collaboration avec Toyota.

### L'arrivée de Toyota et la pérennisation du site
Seulement 12 jours après l'annonce officielle du retrait de Fiat, le 23 juillet 2012, PSA et Toyota annoncent que PSA fournira à Toyota des véhicules utilitaires légers sous la marque Toyota, dérivés des Peugeot Expert et Citroën Jumpy produits à SEVEL Nord. "L’accord prévoit également une collaboration sur la prochaine génération de véhicules devant être produits par PSA Peugeot Citroën. Cette collaboration devrait s’étendre au-delà de 2020; aussi des modèles suivants", dit le communiqué de presse, et que Toyota participerait aussi au développement,.
L'attribution de cette nouvelle fabrication à SEVEL Nord plutôt qu'à l'usine de Vigo, a priori moins chère, dépendait encore d'un accord de compétitivité entre la direction du site et les syndicats, dont la direction de PSA faisait une condition sine qua non. Le 26 juillet 2012, trois des quatre organisations syndicales représentatives signaient l'accord de compétitivité négocié avec la direction. Le 30 juillet 2012, la direction du Groupe PSA annonçait l'investissement à SEVEL Nord de plus de 750 millions d'€uros, dont plus de 400 millions consacrés à la R&D (recherche et au développement) afin d'achever le développement et l'industrialisation du futur utilitaire léger de gamme moyenne du groupe.
Le Toyota ProAce construit sur la base du Peugeot Expert / Citroën Jumpy est commercialisé dans différents pays d'Europe à partir de novembre 2013 et en janvier 2014 en France. La nouvelle génération des combis Citroën Spacetourer, Peugeot Traveller et Toyota Proace est présentée en décembre 2015. Les nouveaux modèles sont commercialisés dès l'été 2016,,.

### L'arrivée d'Opel/Vauxhall
À la suite de la vente par General Motors de ses filiales allemande et britannique Opel/Vauxhall au Groupe PSA, SEVEL Nord intègre en février 2019 la production du nouvel Opel Vivaro C ainsi que de son dérivé familial, le monospace Zafira Life,.

### Le retour de Fiat
Après la fusion du groupe Fiat Chrysler Automobiles avec PSA début 2021, en septembre 2020, Fiat met un terme à sa collaboration avec Renault pour la production du Fiat Talento de 2e génération, comme l'avait déjà fait Opel/Vauxhall à l'été 2019, pour la production de l'Opel Vivaro et du Vauxhall Vivaro de 2e génération, variantes rebadgées de la 3e génération du Renault Trafic.
Le 27 octobre 2021, Fiat présente le Scudo de 3e génération ainsi que sa version automobile, l'Ulysse III en version électrique et thermique. Ces véhicules sont fabriqués sur le site d'Hordain à partir de janvier 2022.

### 1remondiale
Le 27 octobre 2022, Carlos Tavares, alors CEO de Stellantis, informe que l'usine Stellantis d'Hordain est la première usine au monde à produire des utilitaires hydrogèniques, électriques et thermiques. Avec un nouvel investissement de 10 millions d'€uros, la fabrication d'utilitaires légers à pile à combustible Peugeot Expert, Citroën Jumpy/Dispatch et Opel/Vauxhall Vivaro.

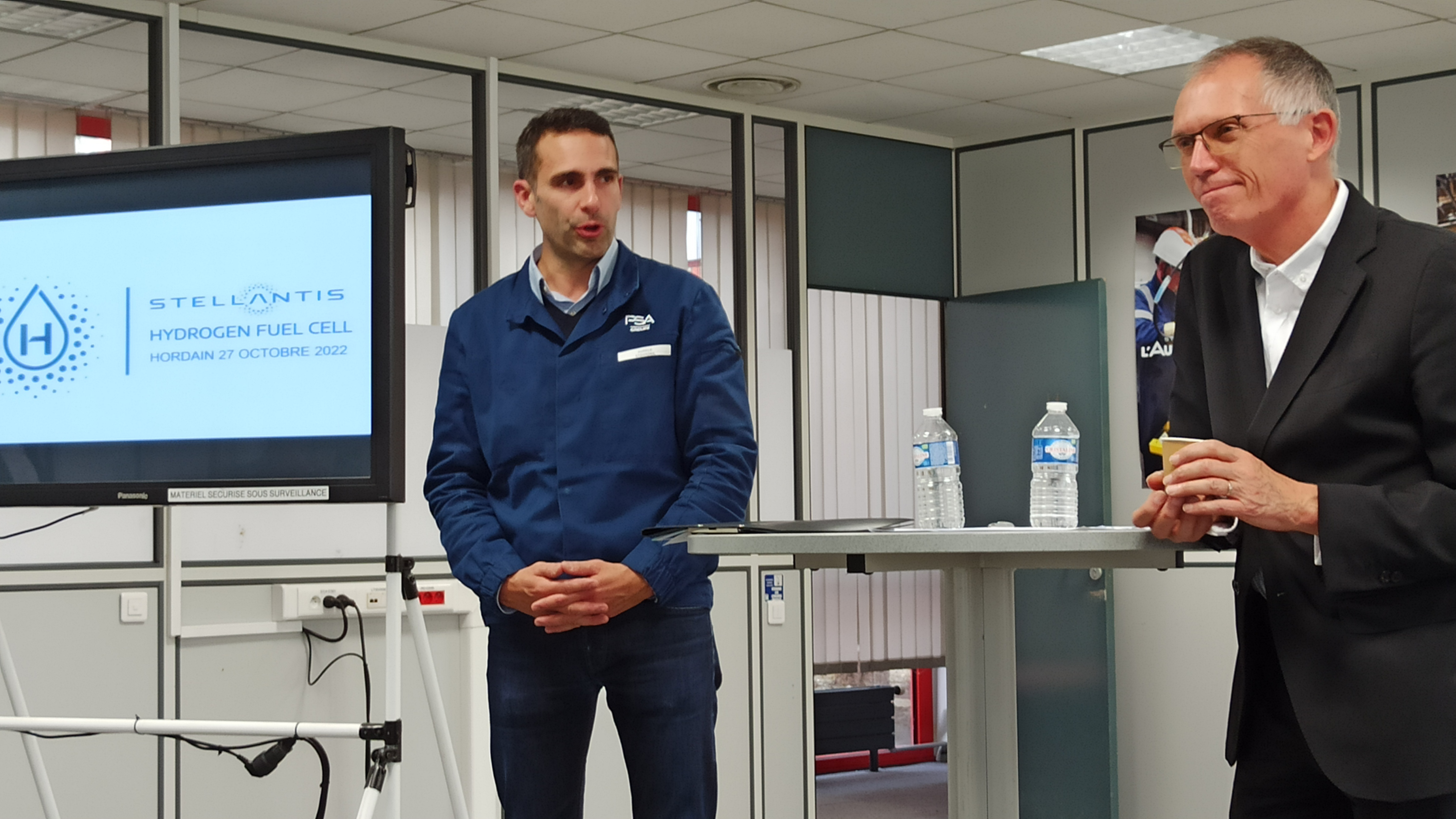
Carlos Tavares, directeur général de Stellantis et Aurèle Sabardeil, directeur du site Stellantis Hordain, le 27 octobre 2022, lors de l'annonce de la 1re mondiale.
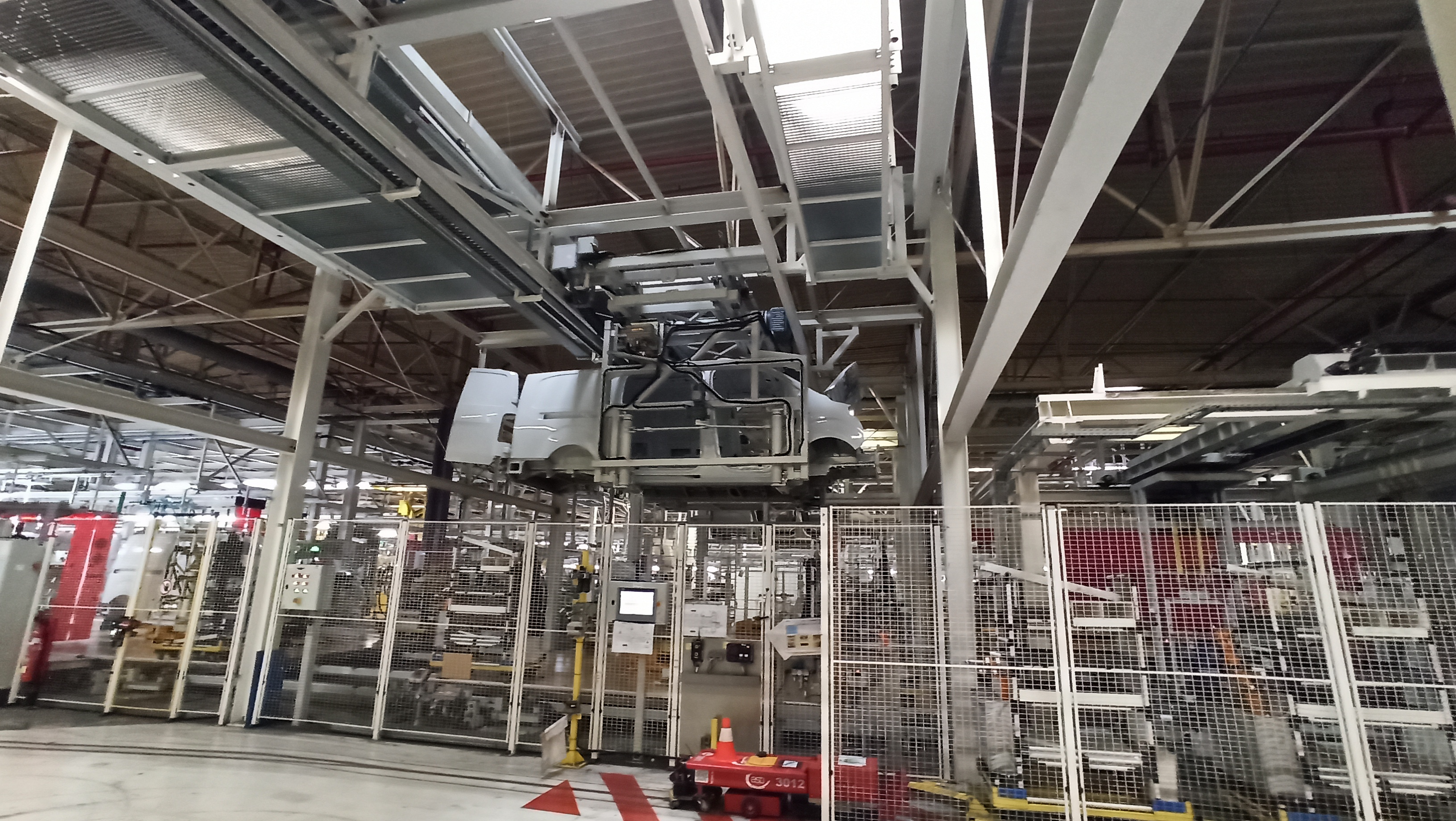
L'atelier Montage en 2022
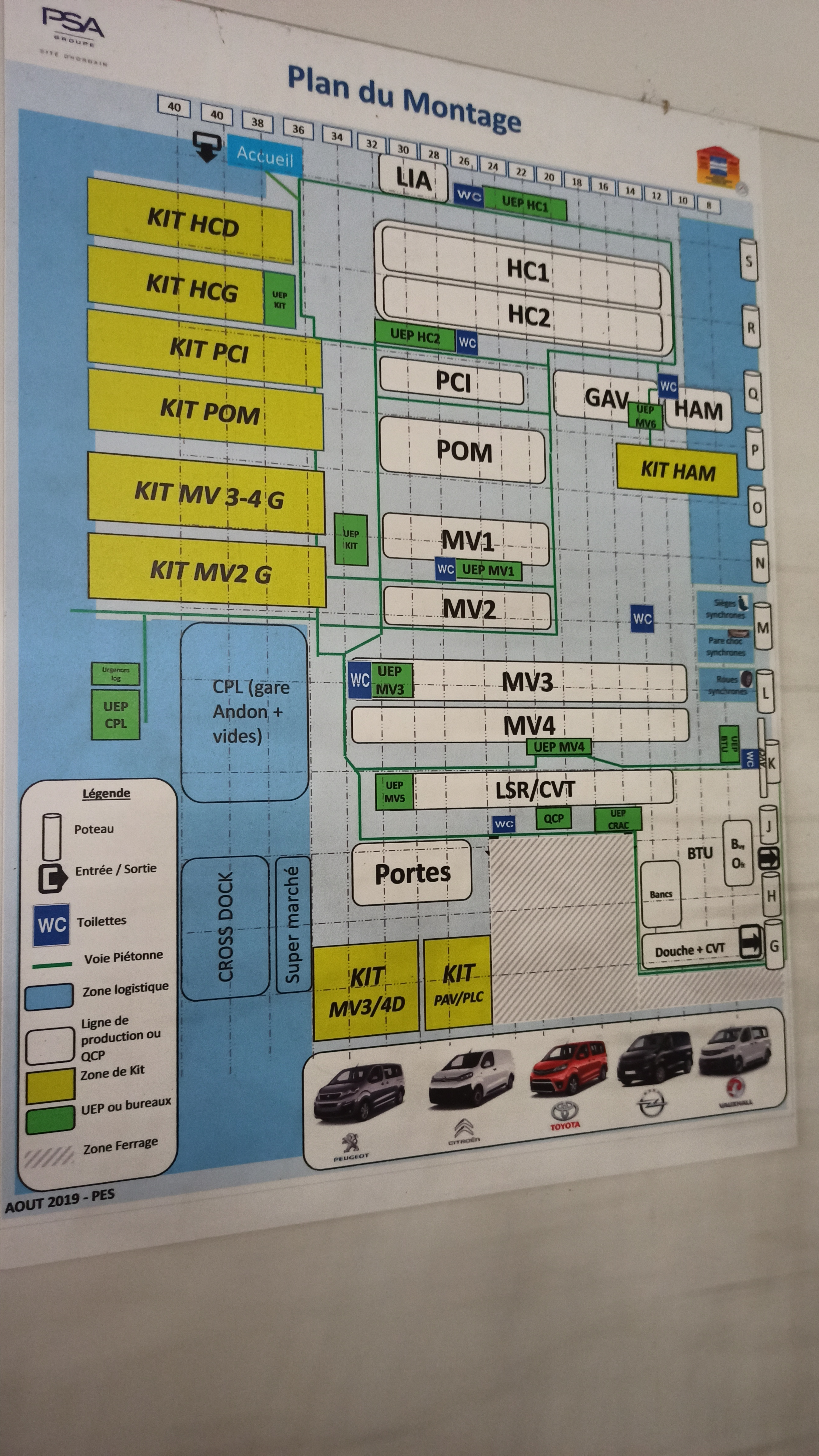
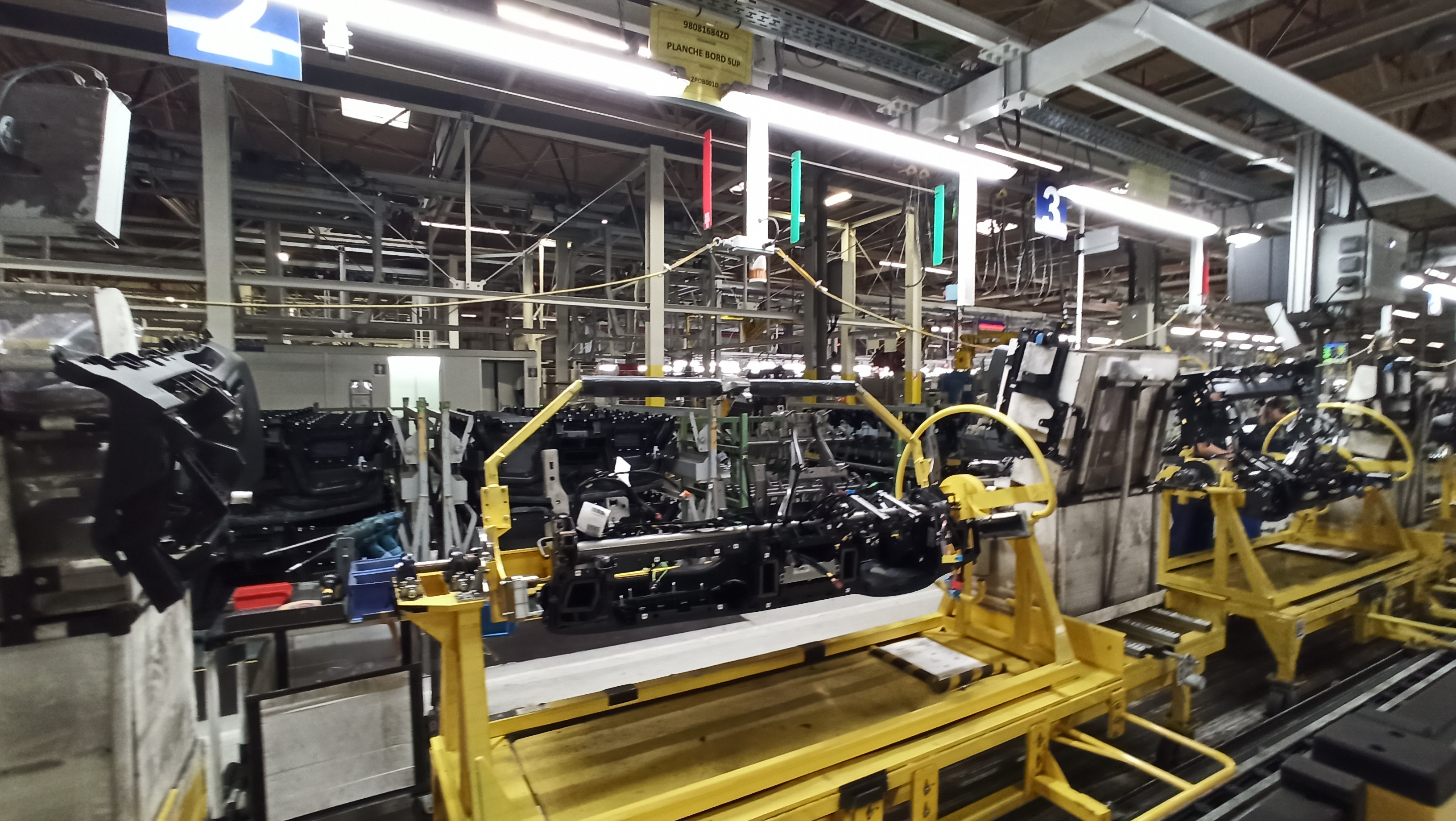
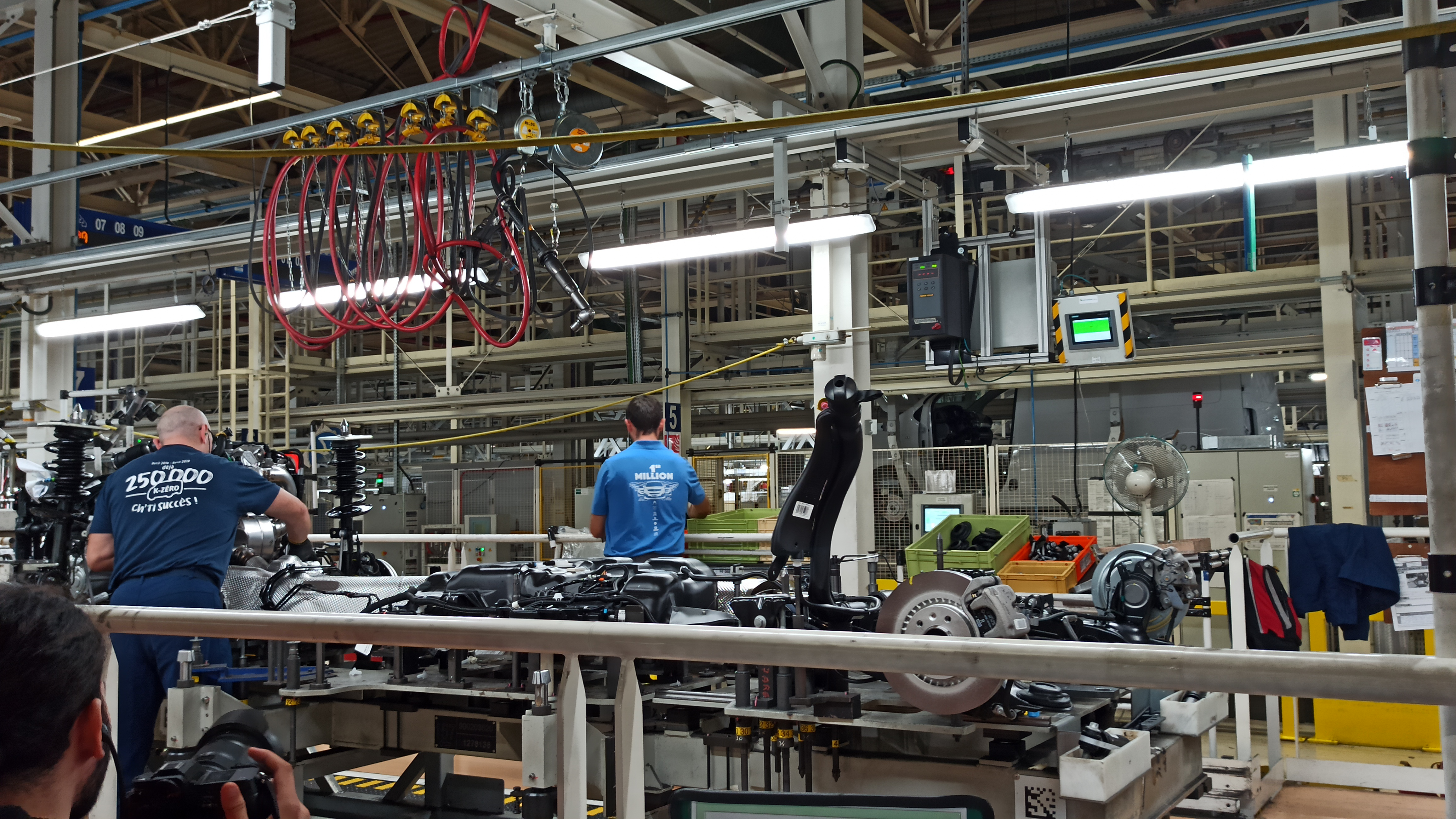
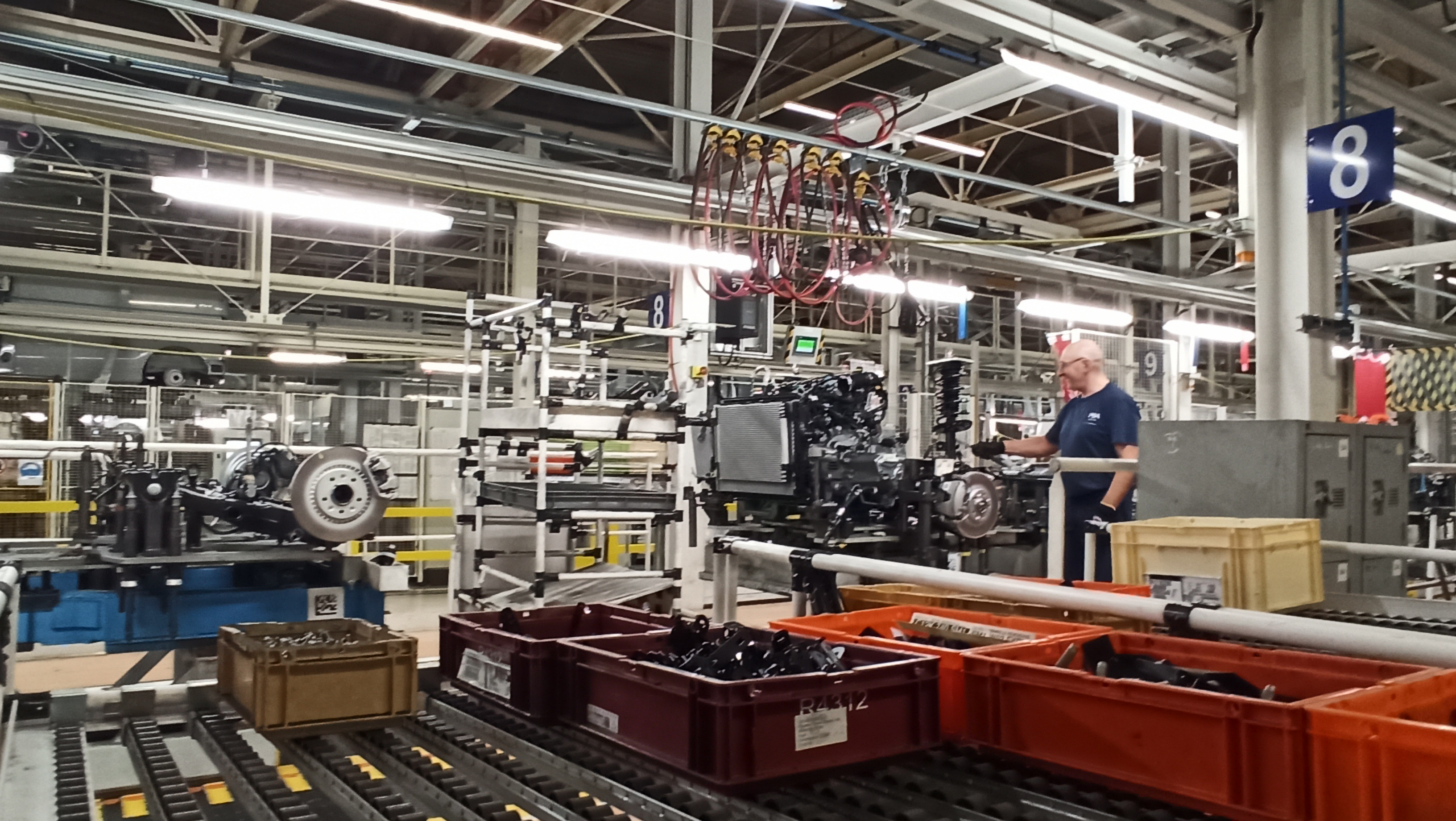
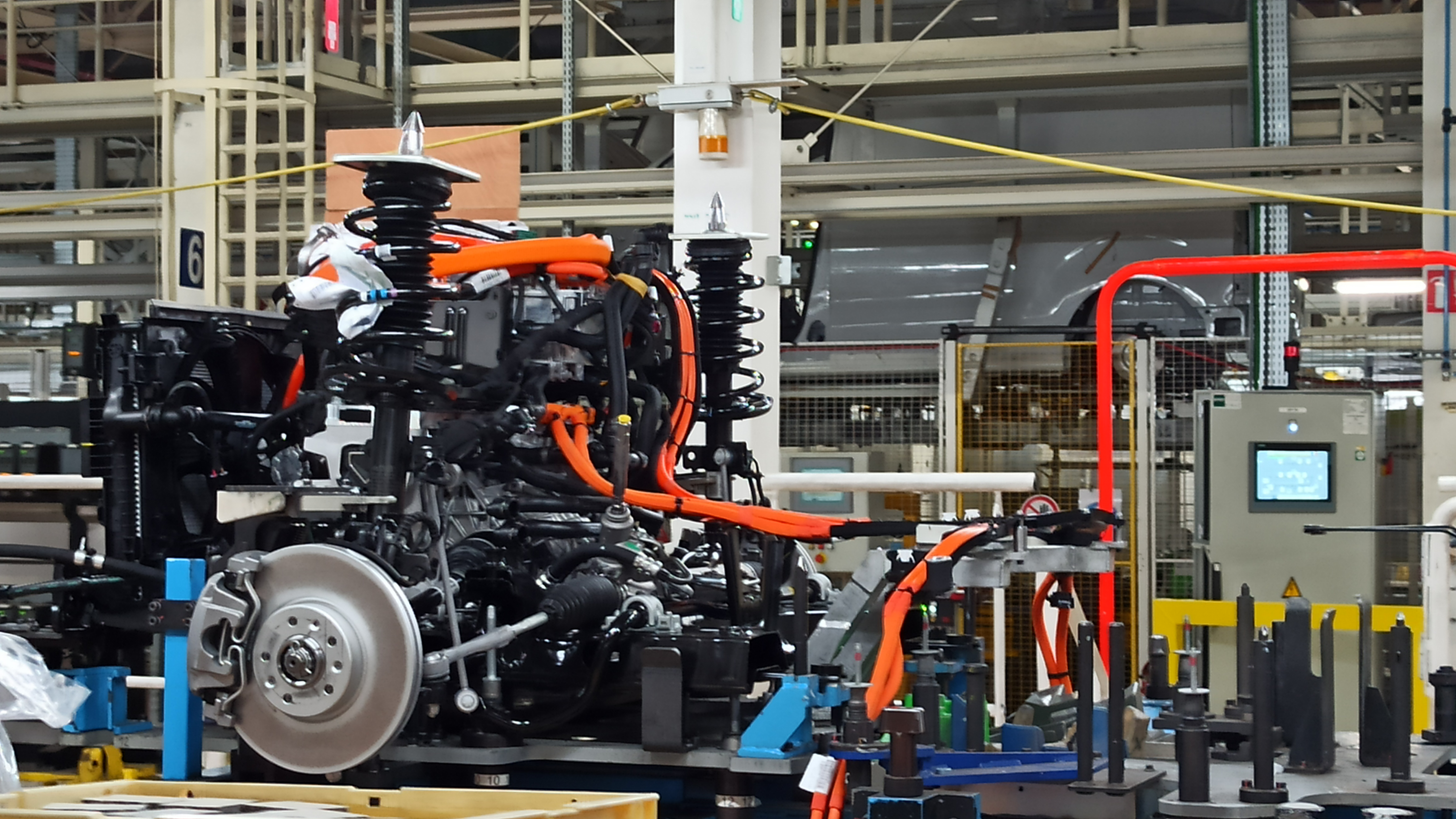
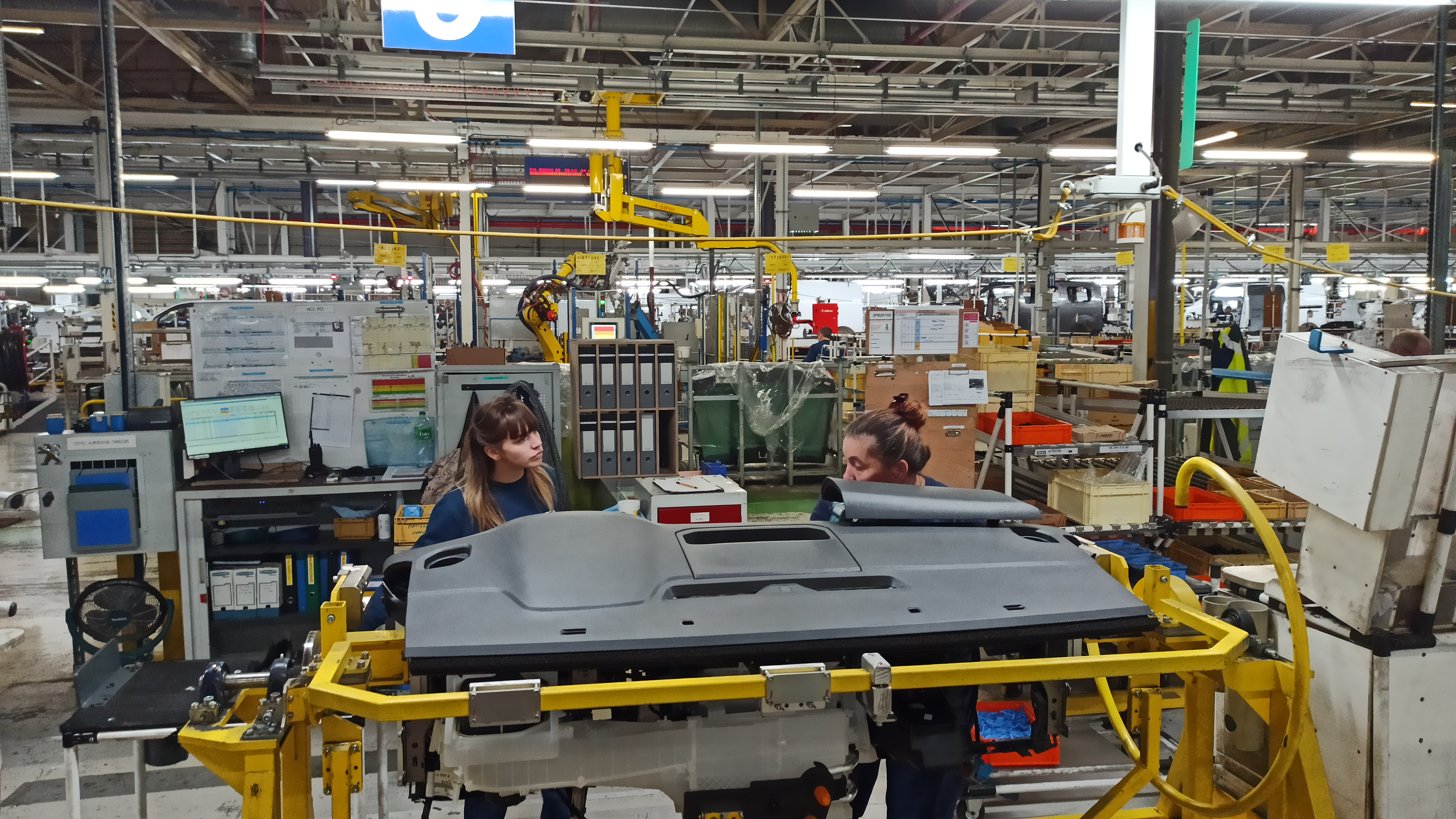
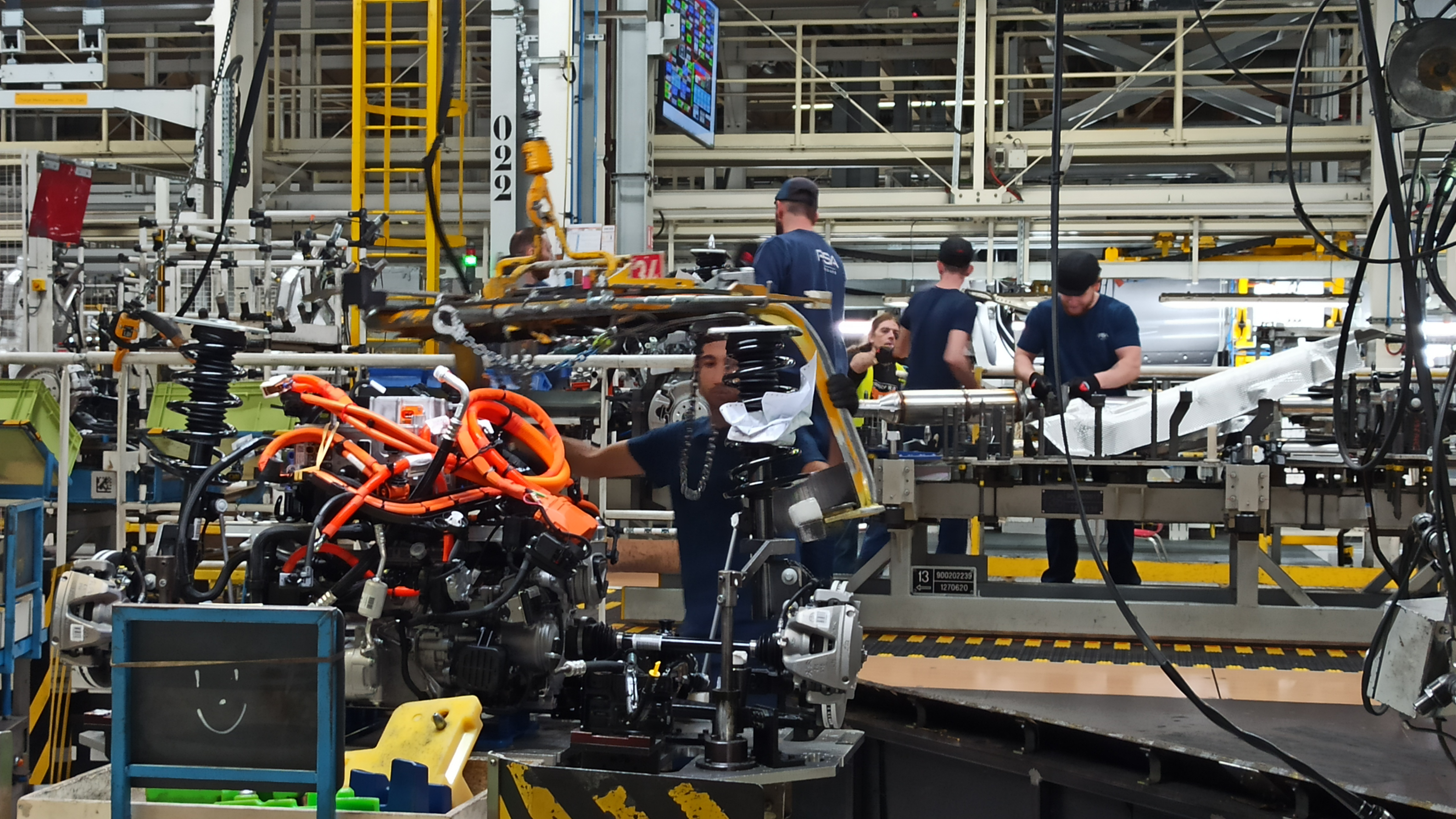
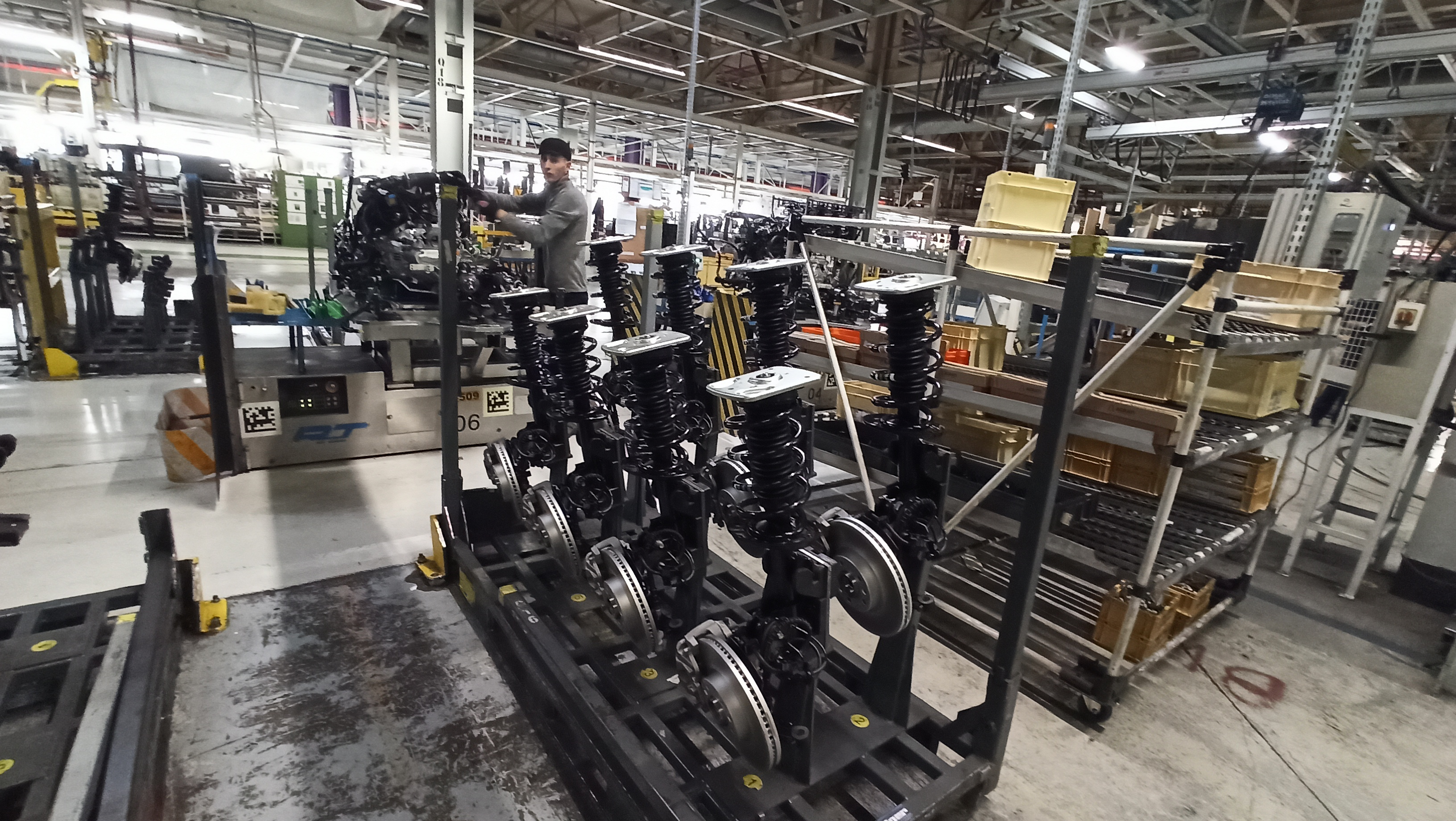
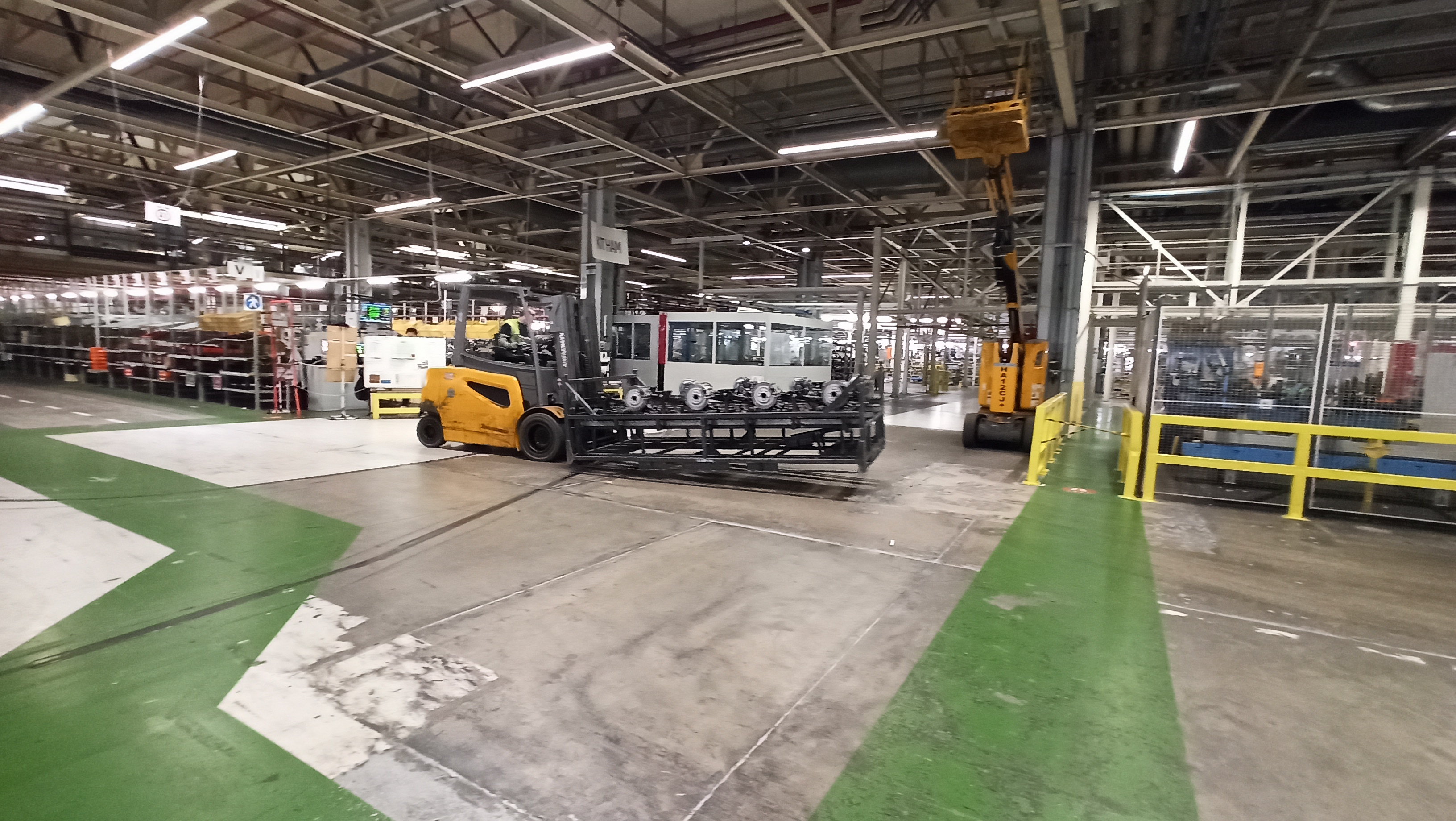
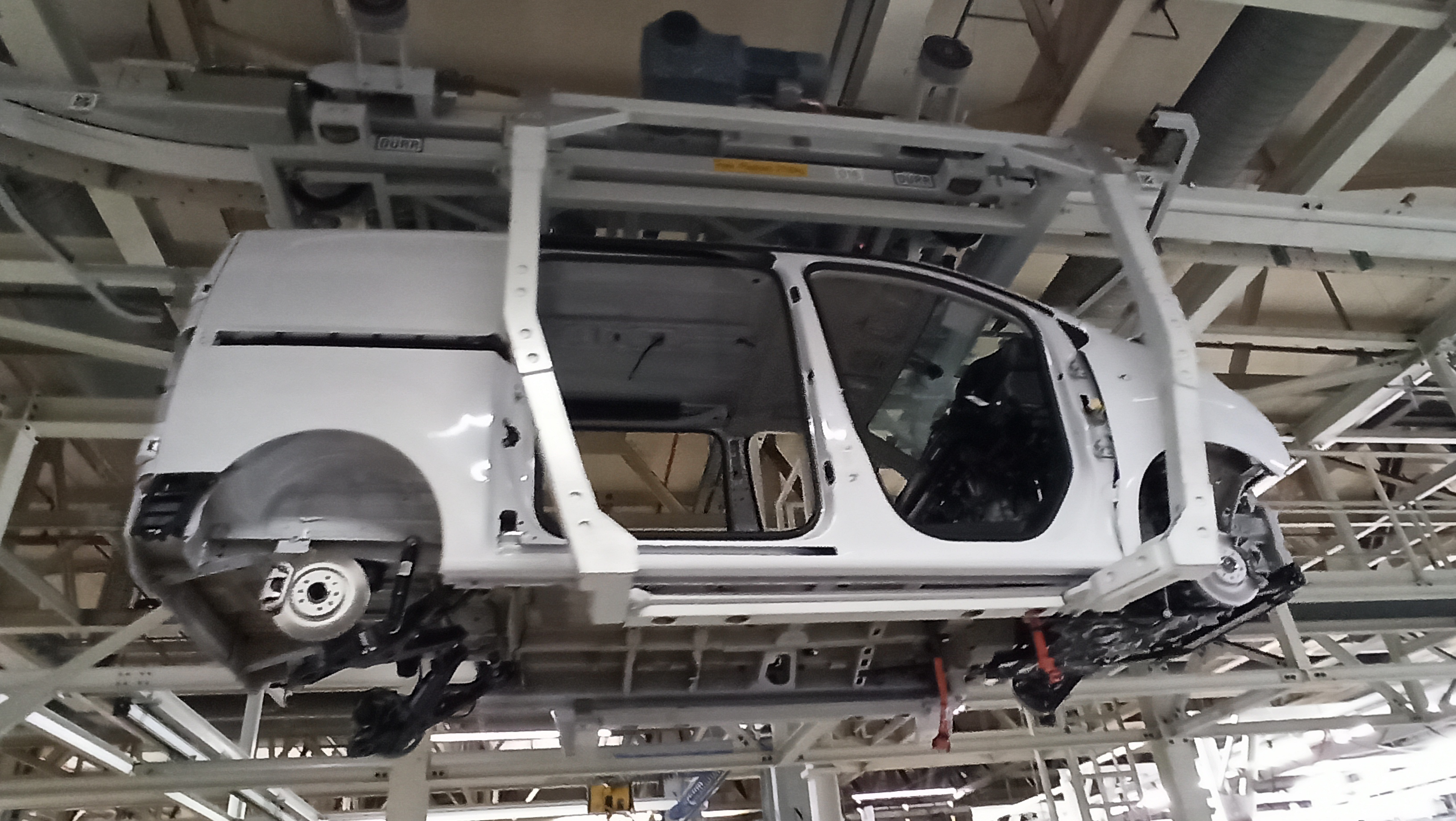
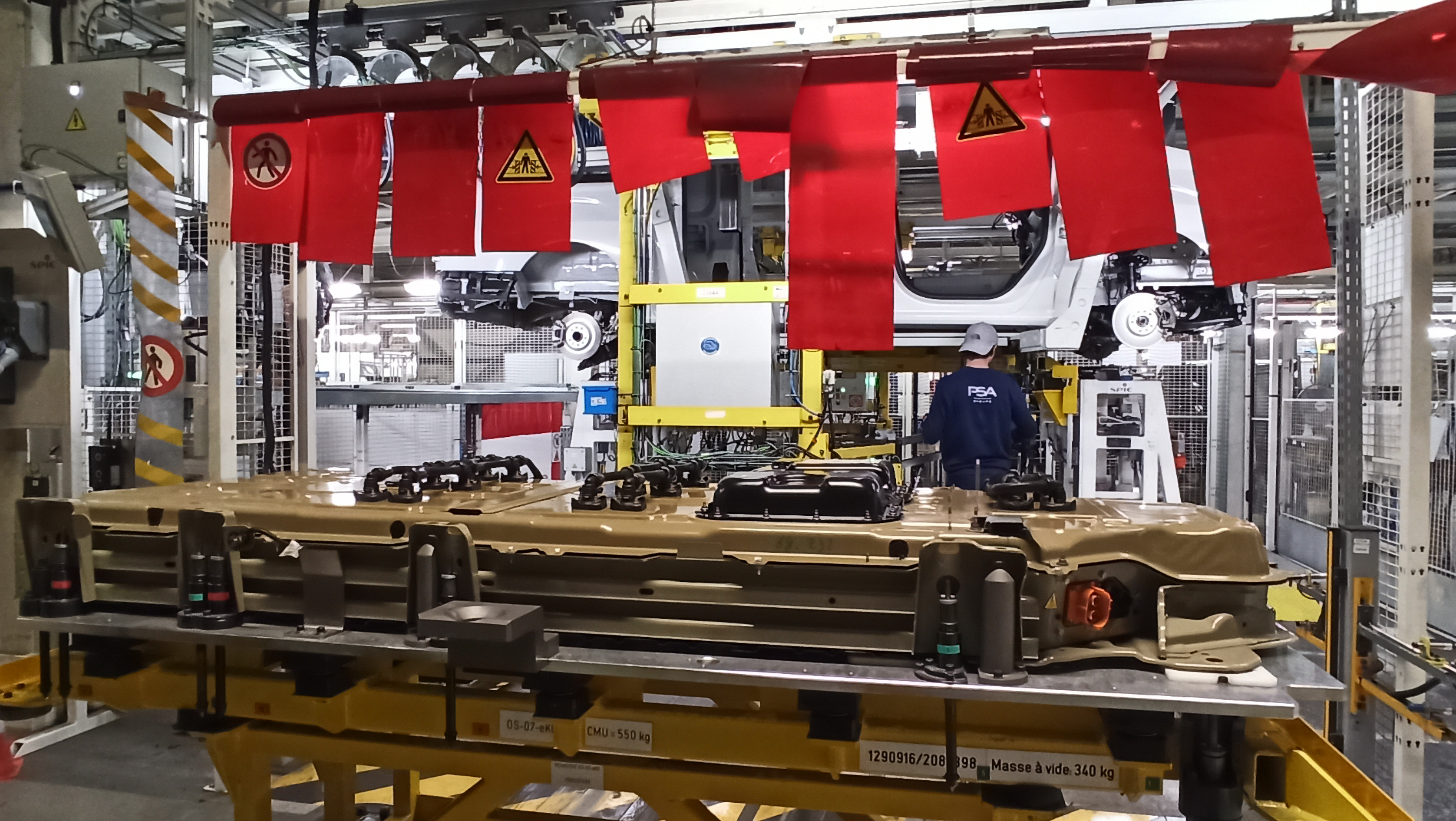
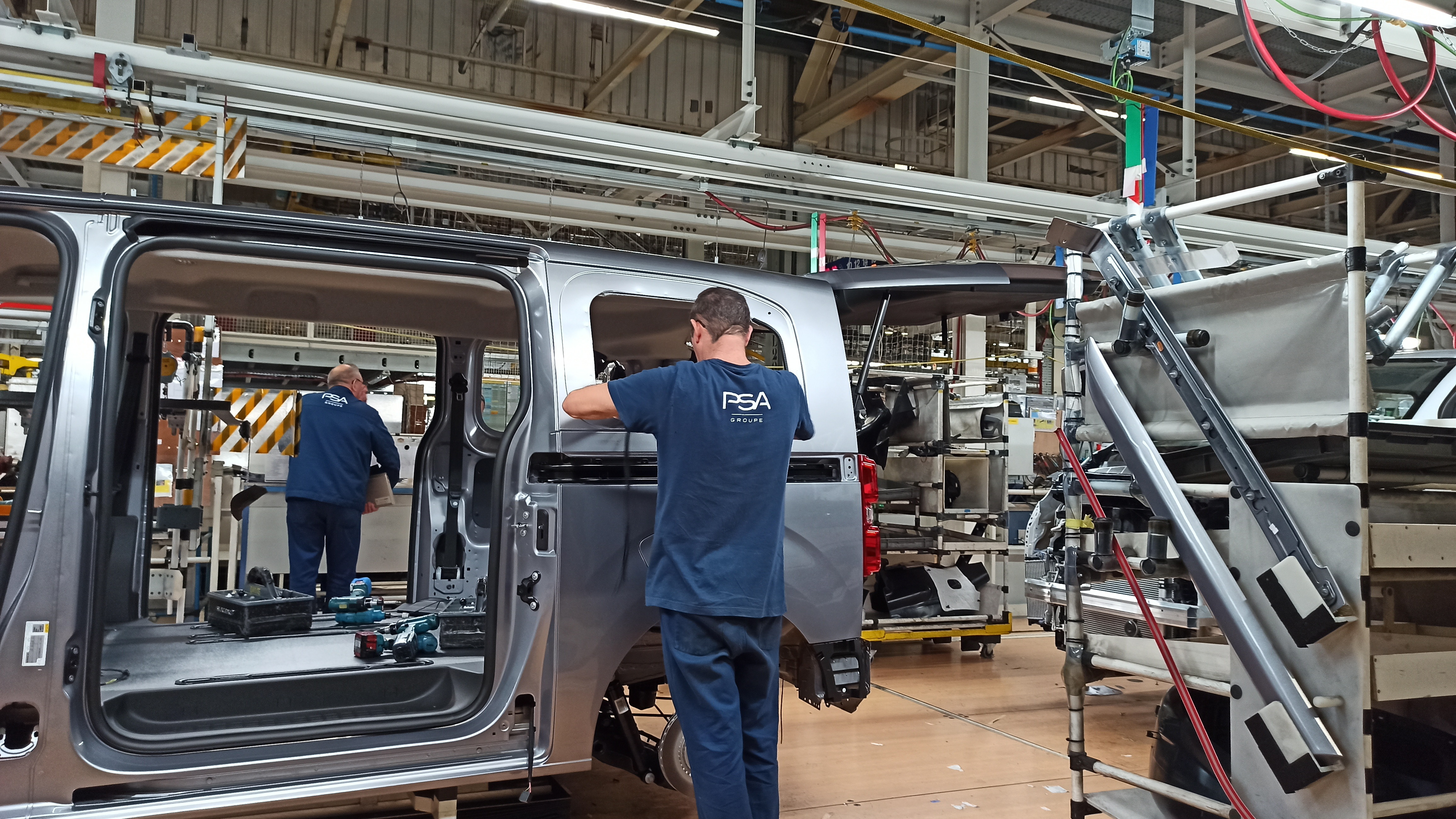
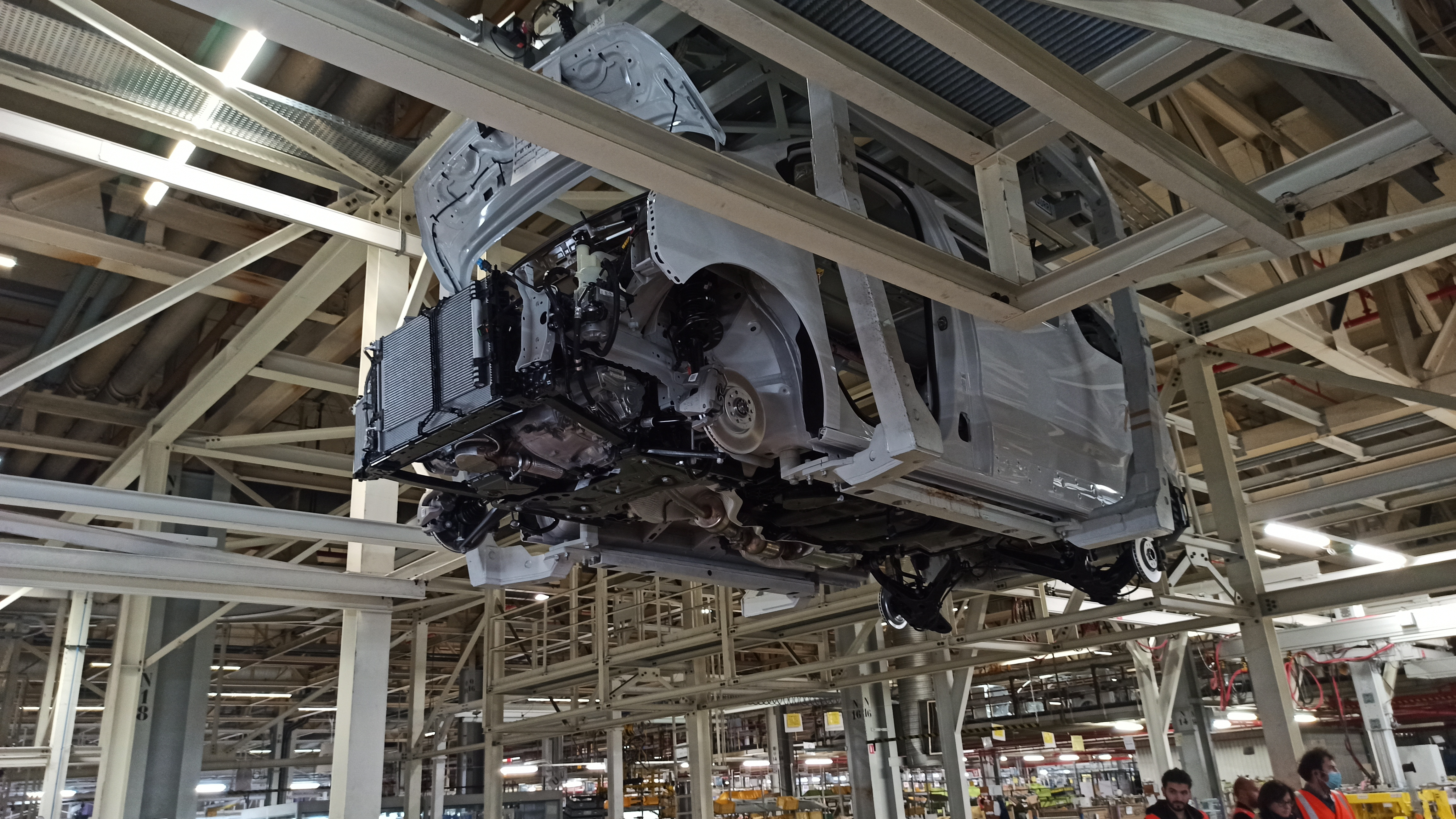
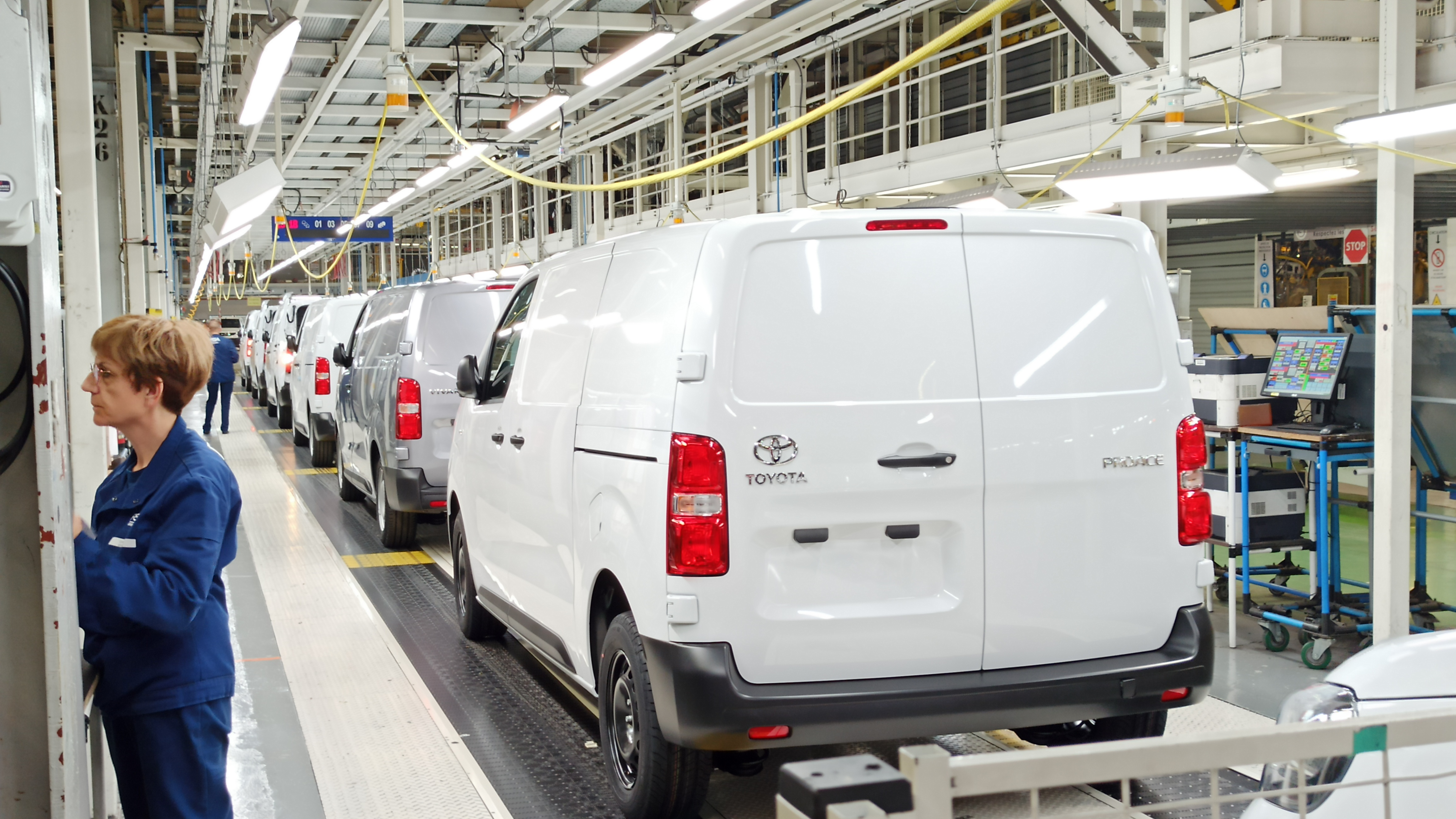
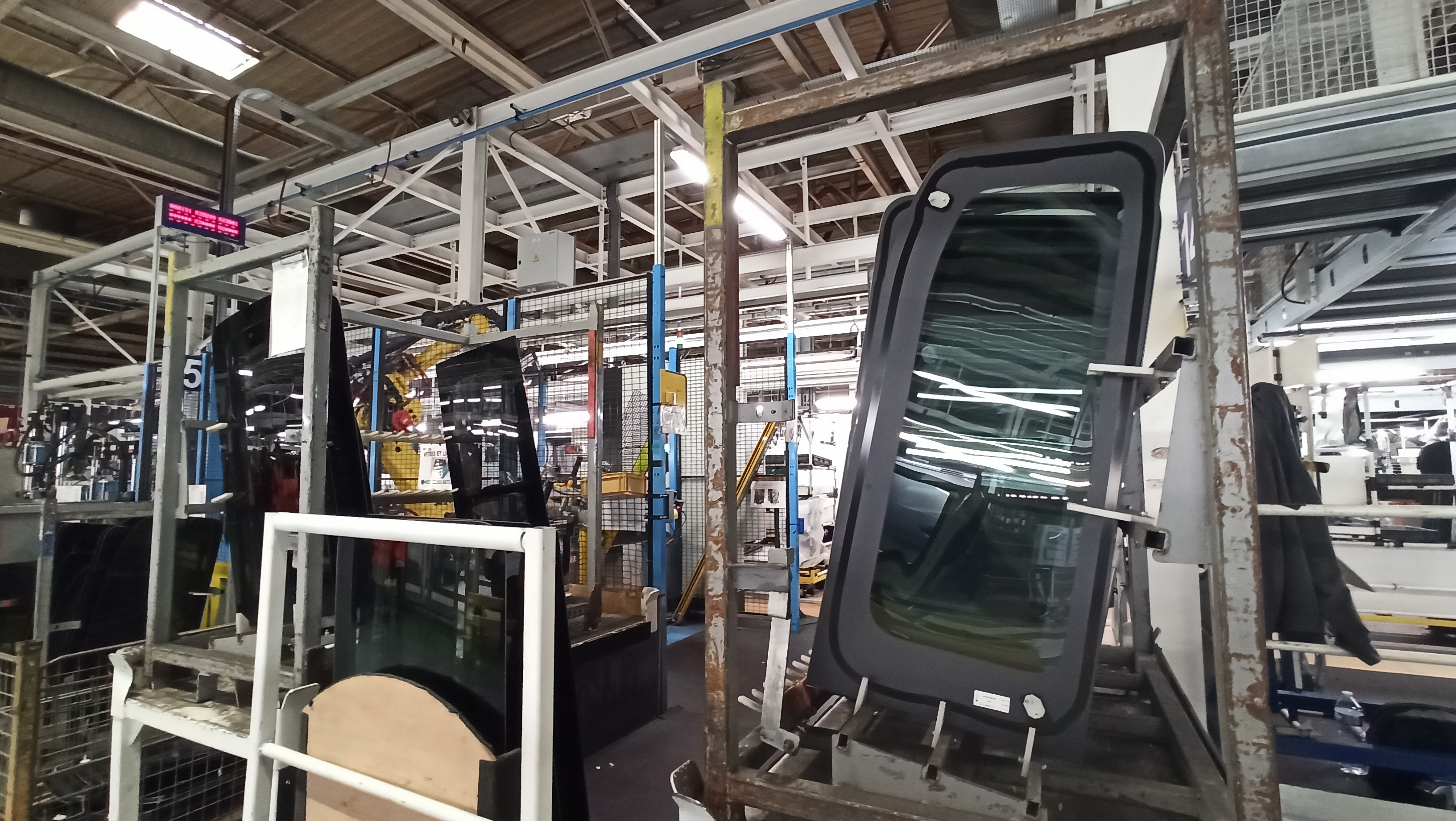

## La production

### Véhicules SEVEL Nord1regénération
- Galerie modèles série 1 (1994-2001)

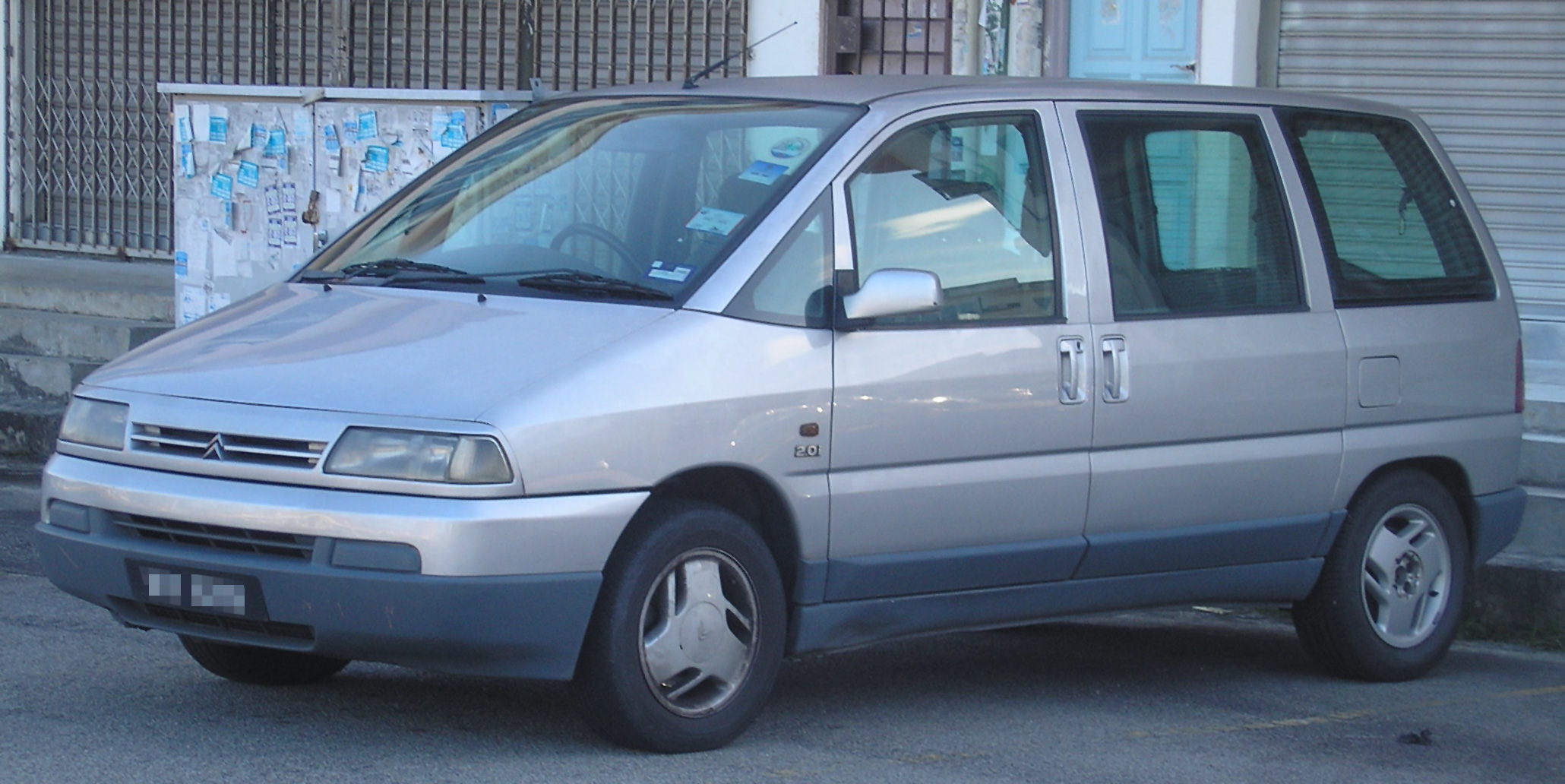
Citroen Evasion
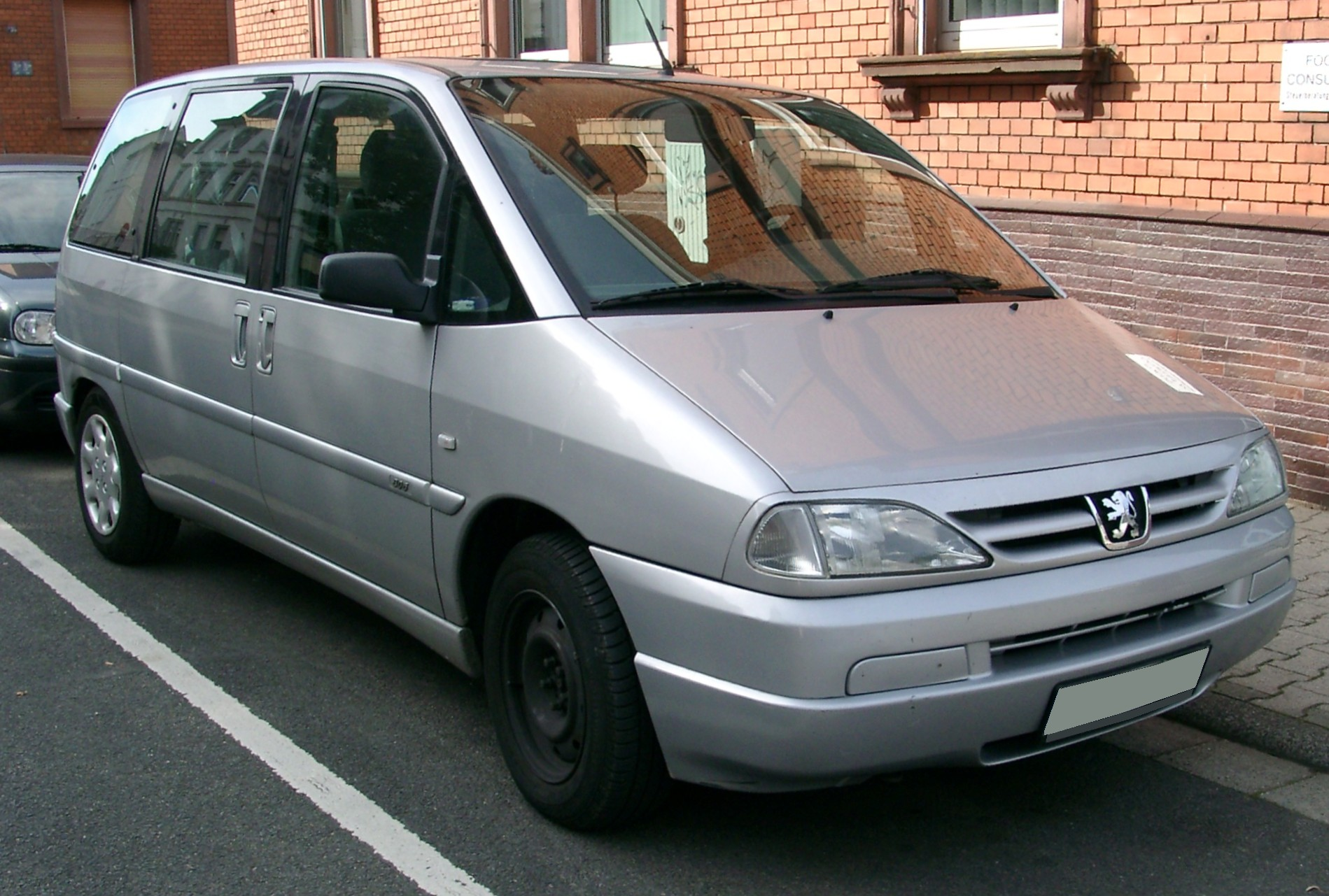
Peugeot 806
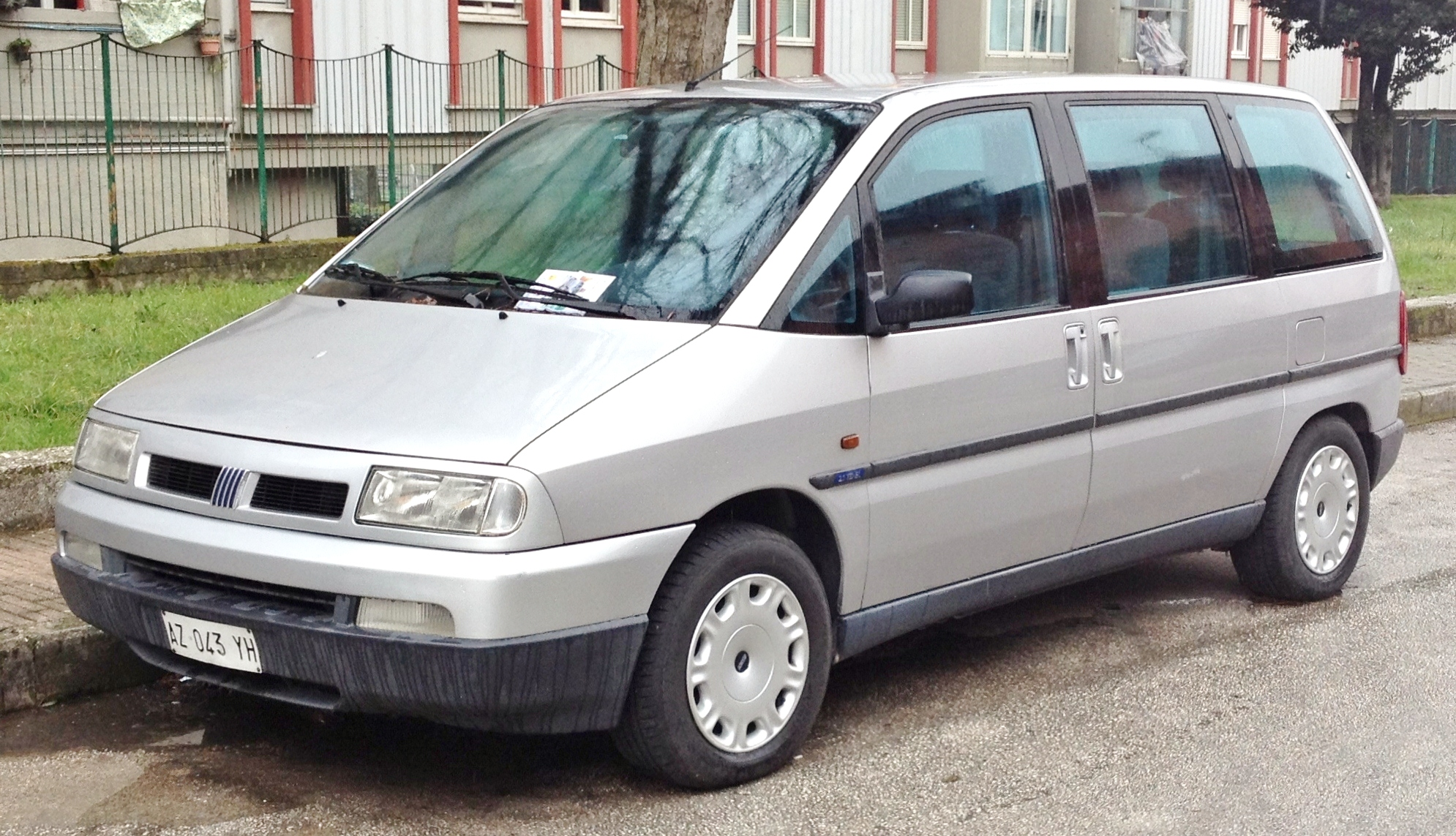
Fiat Ulysse 2.1 TD
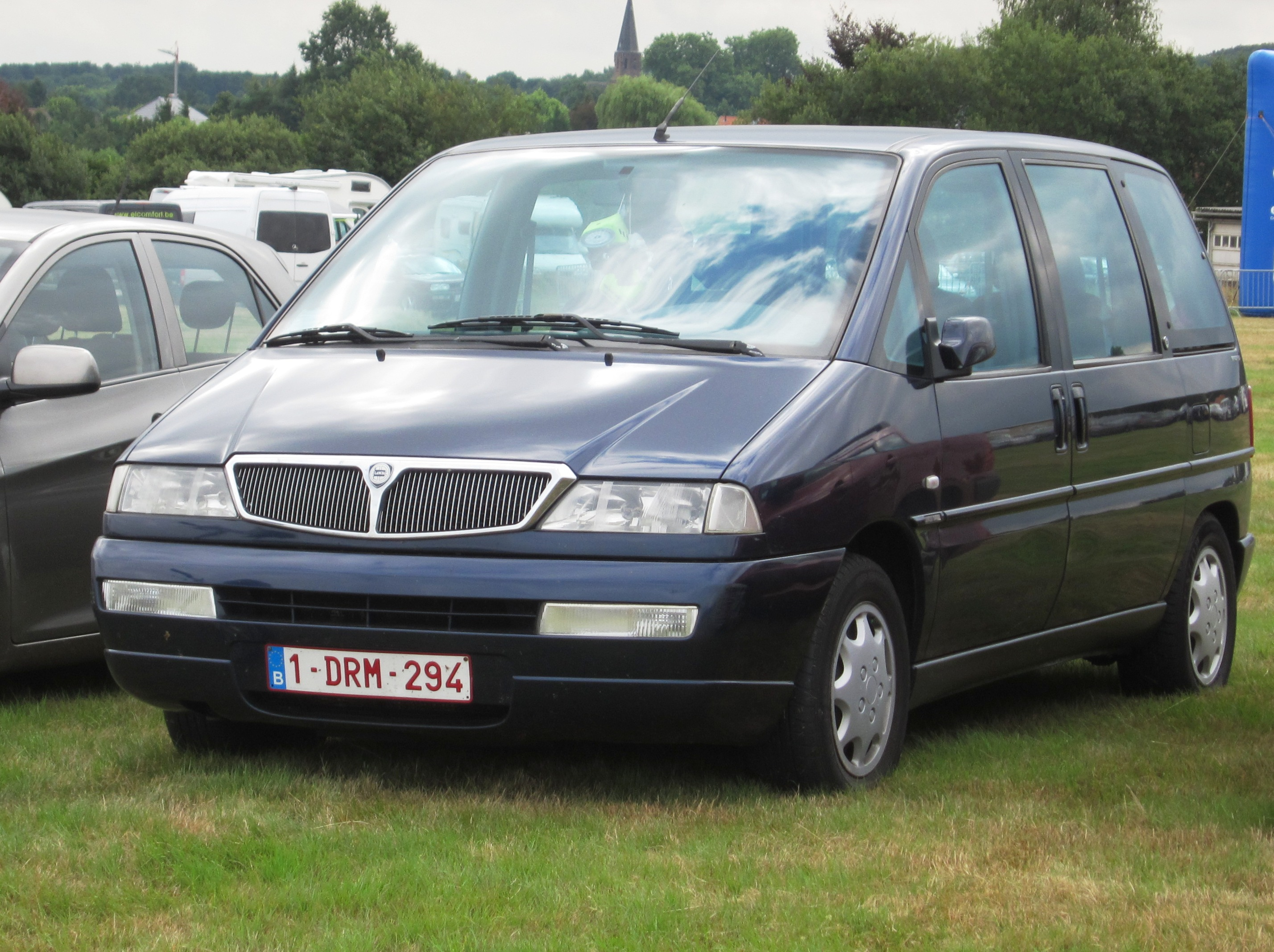
Lancia Zeta
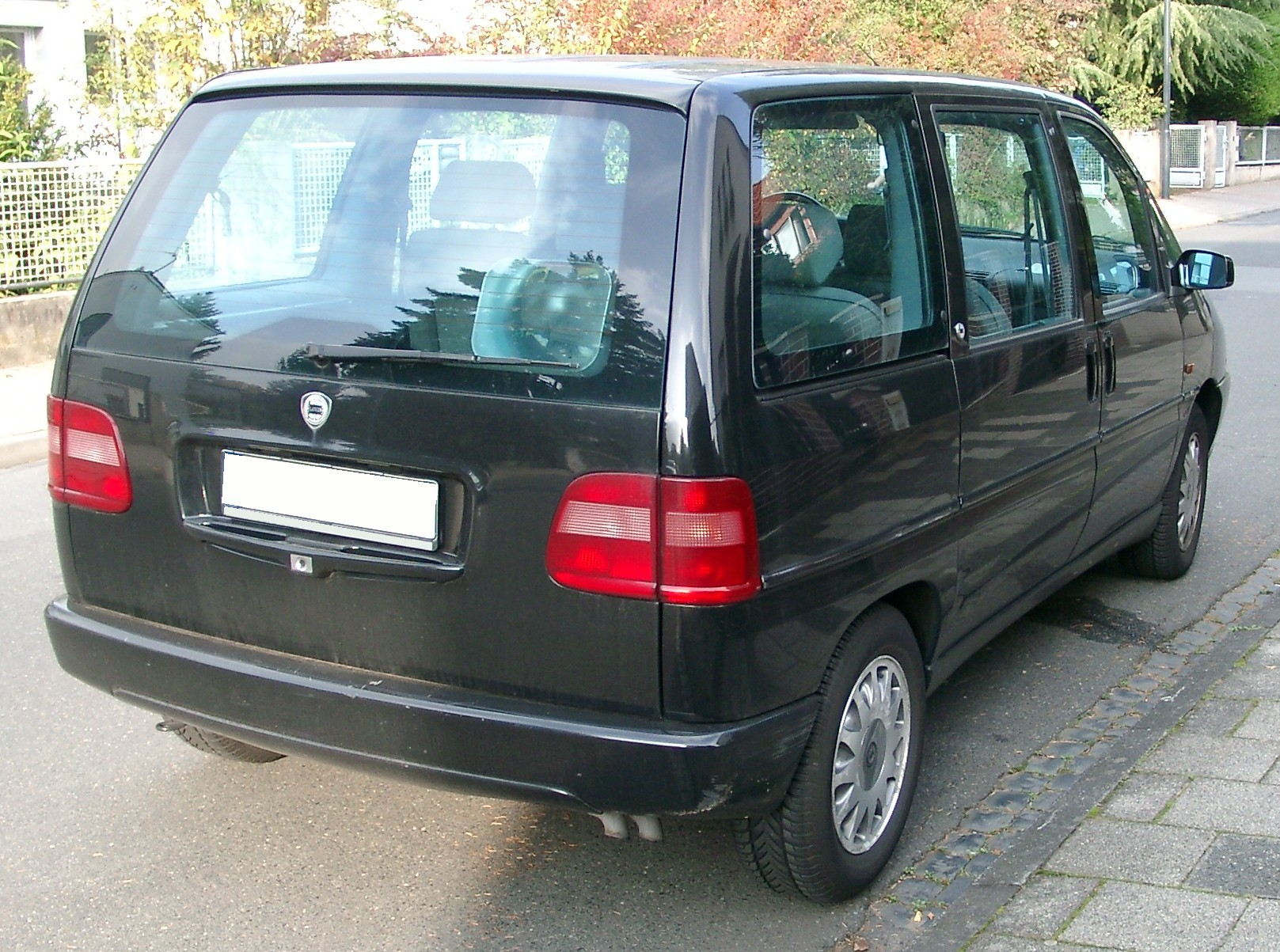
Lancia Zeta (arrière)

- Galerie modèles série 2 (2002-2012)

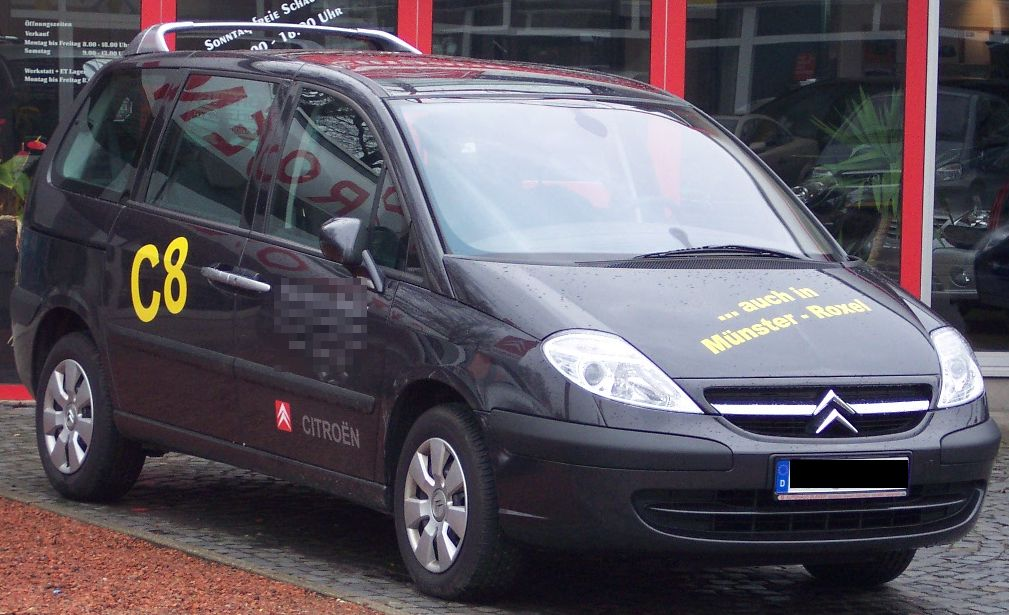
Citroen C8
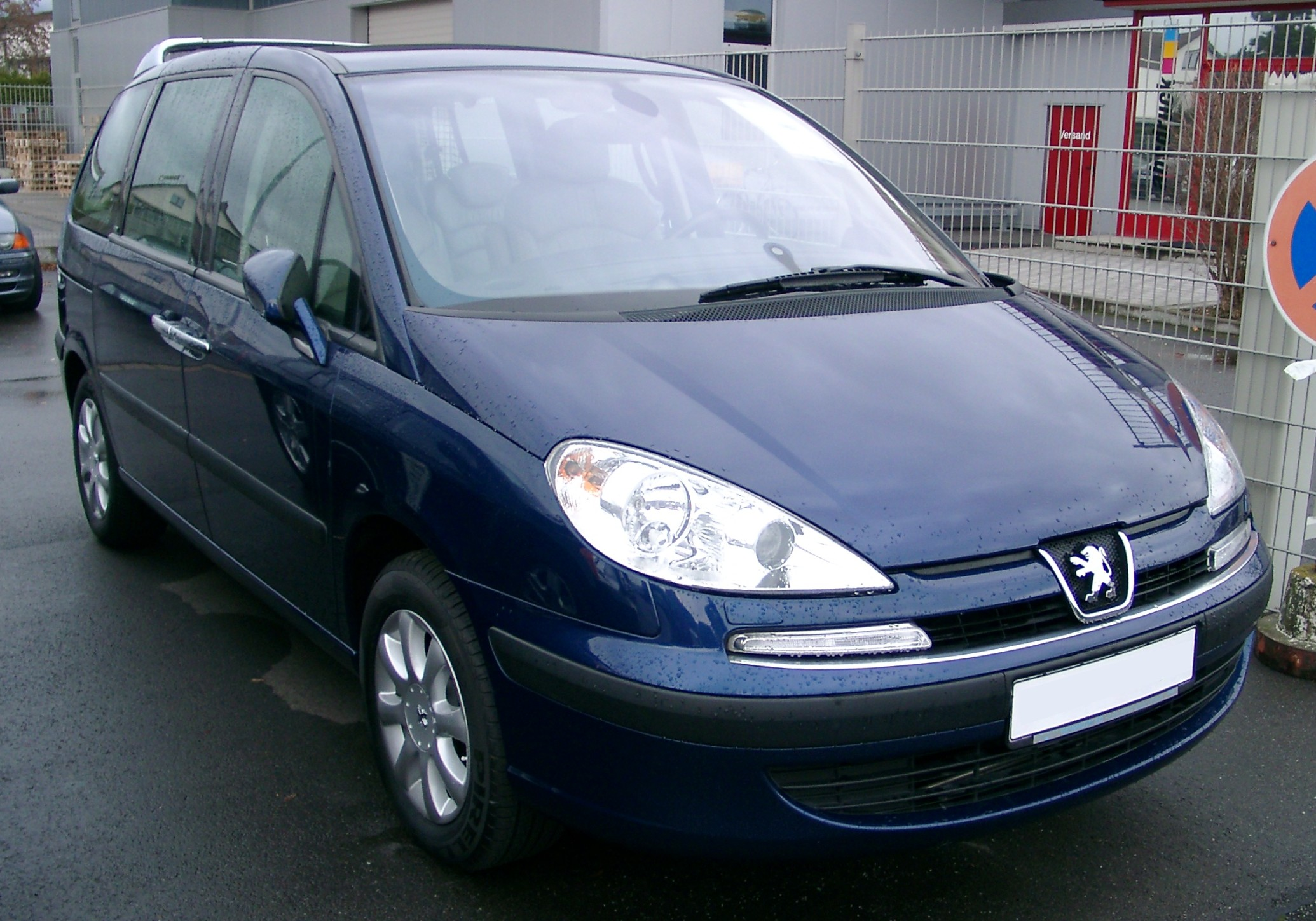
Peugeot 807
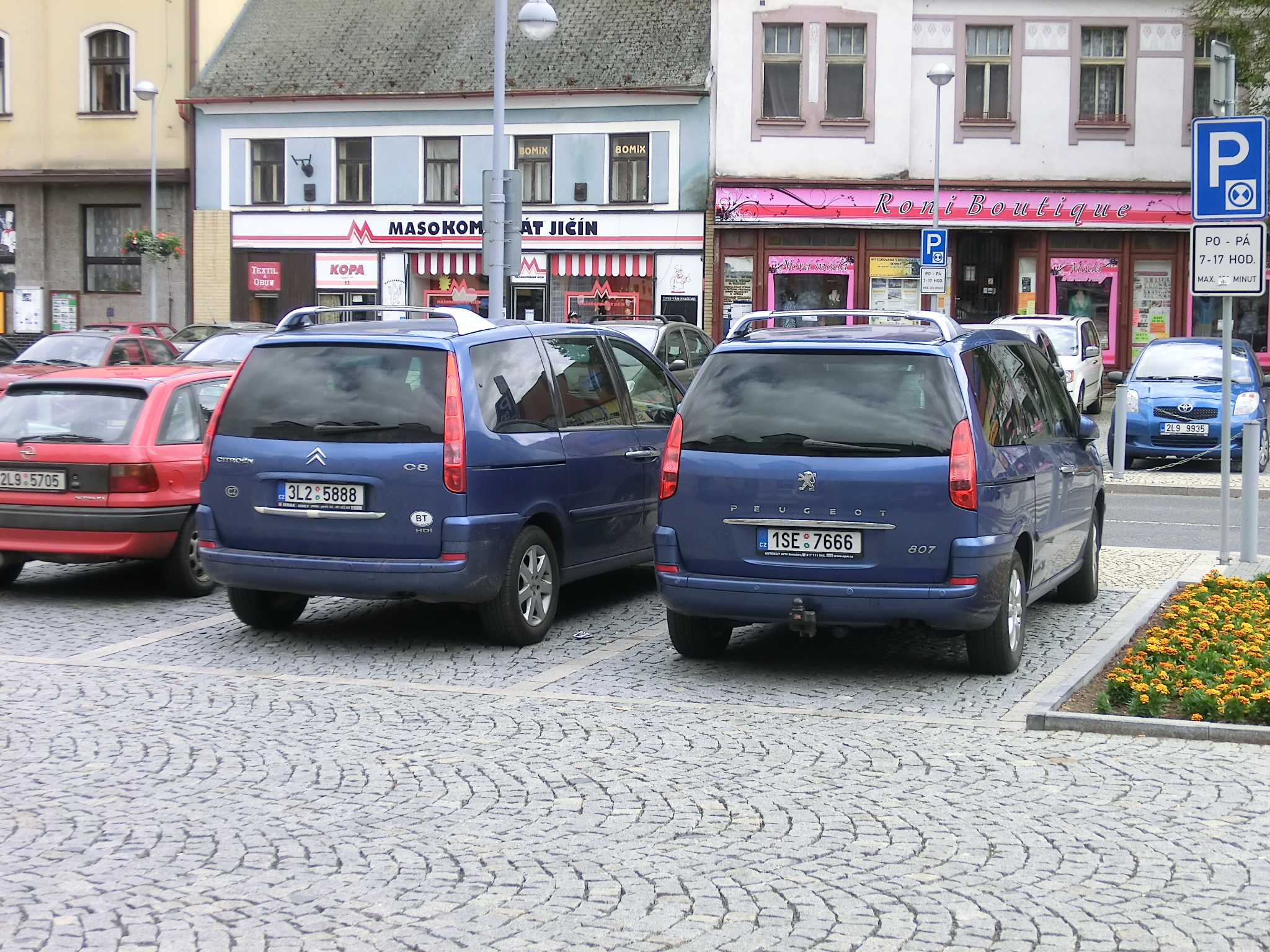
Citroen C8 & Peugeot 807 (arrière)
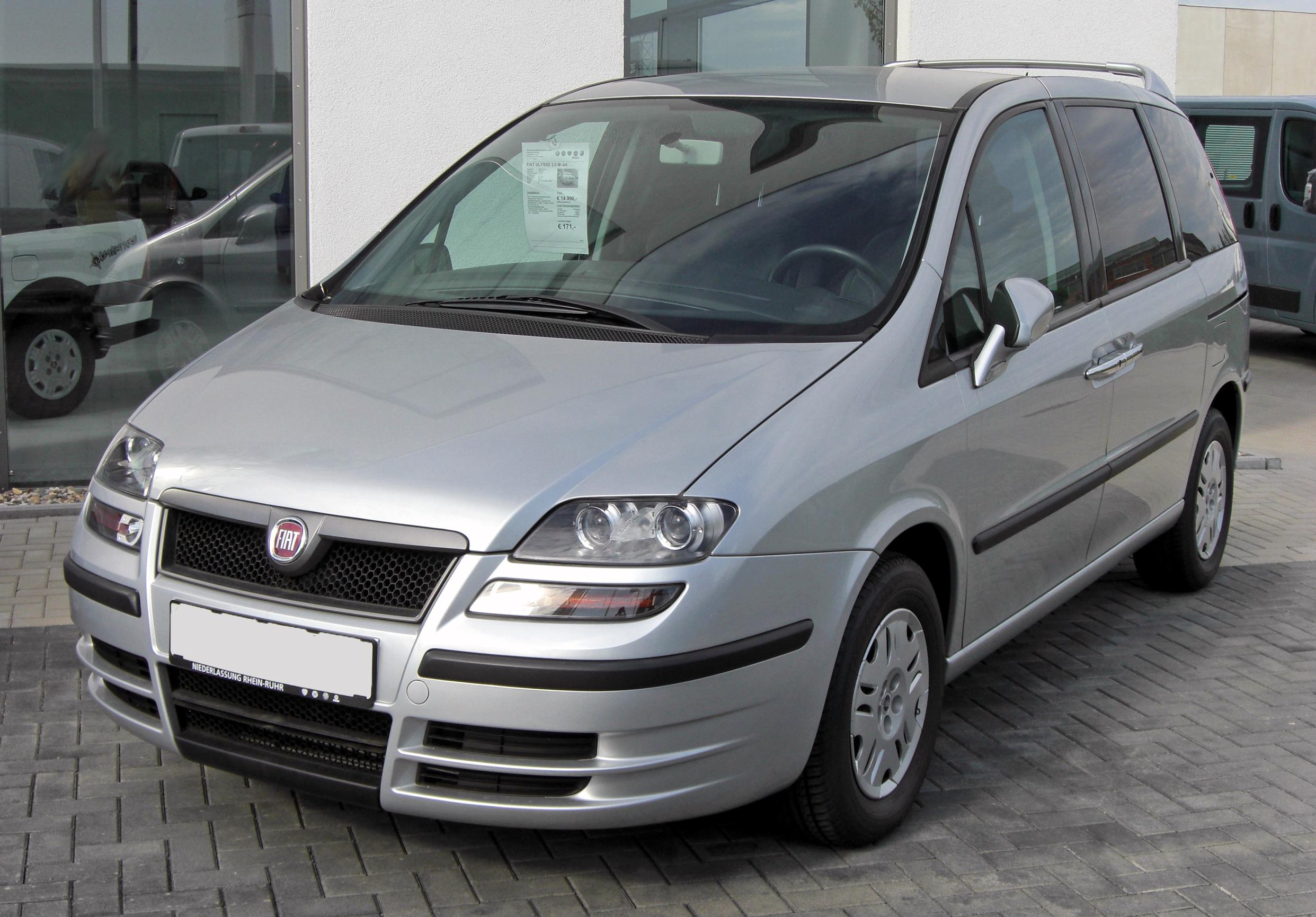
Fiat Ulysse
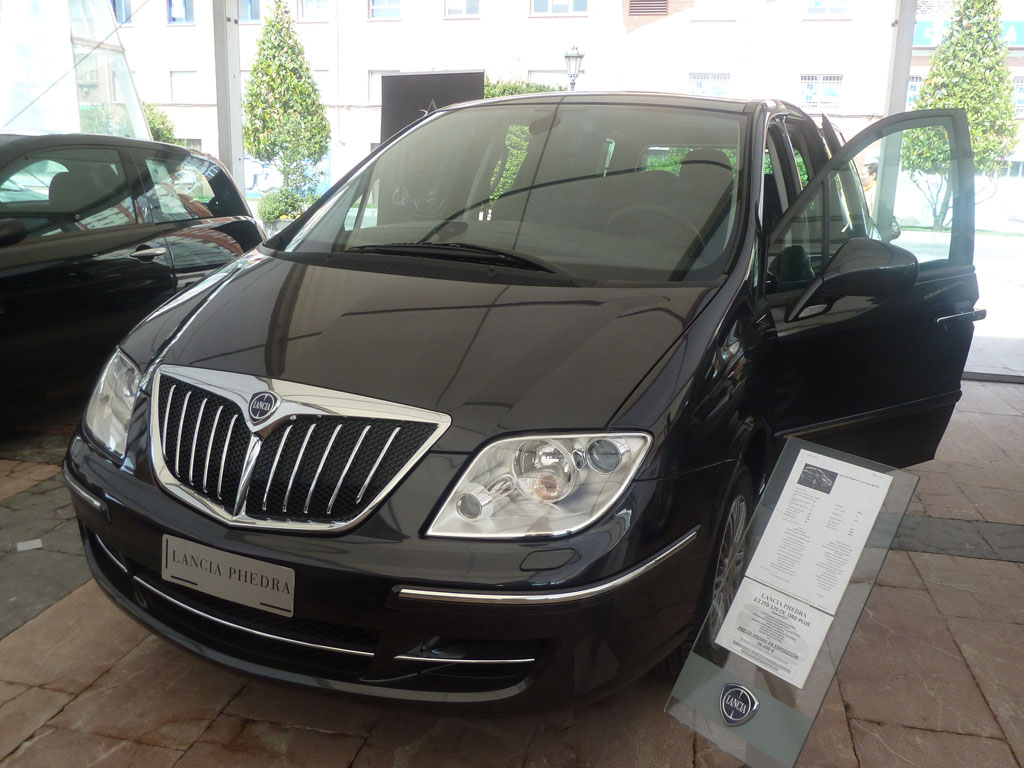
Lancia Phedra

- Galerie modèles série 3 (2012-2014)

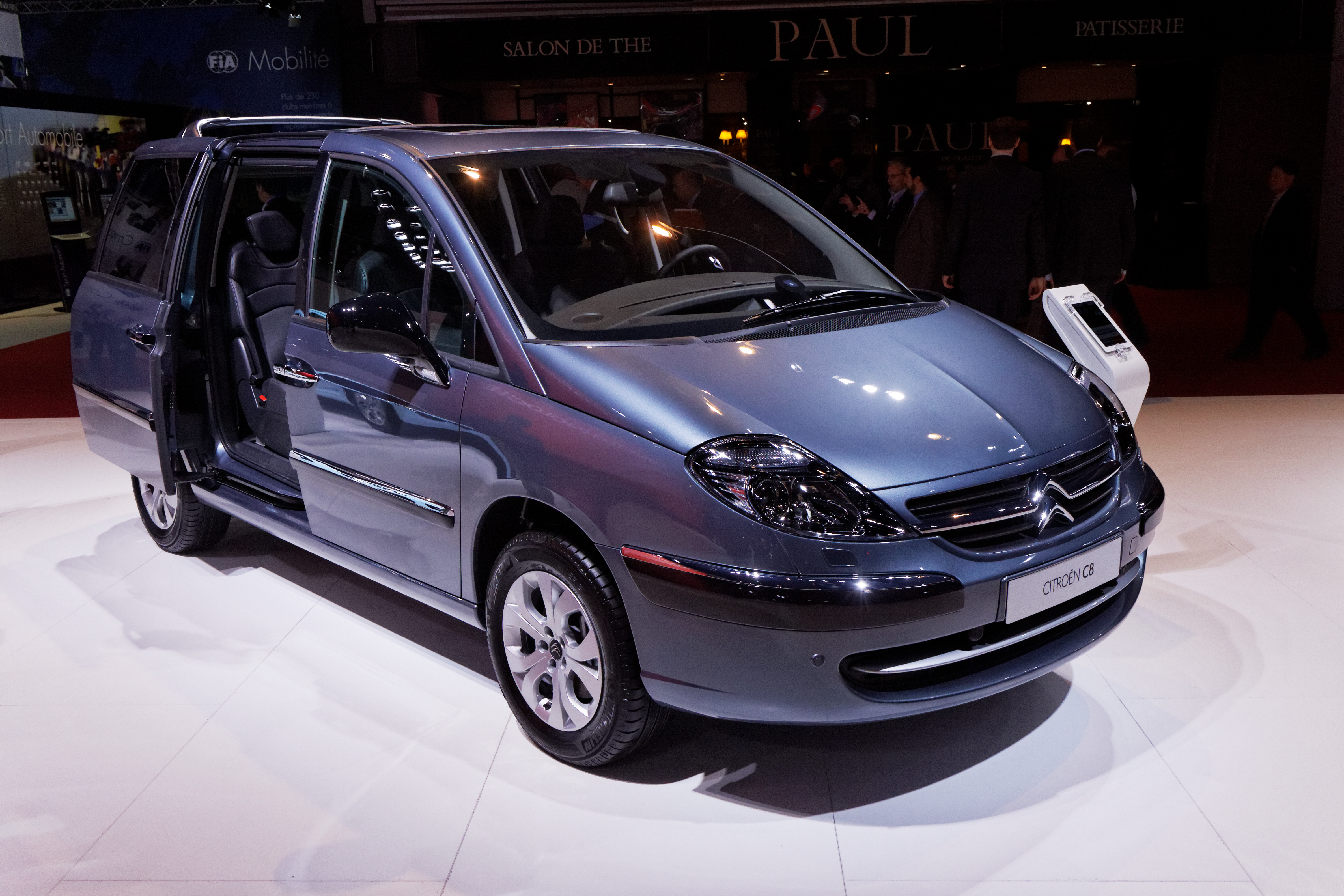
Citroën C8 2
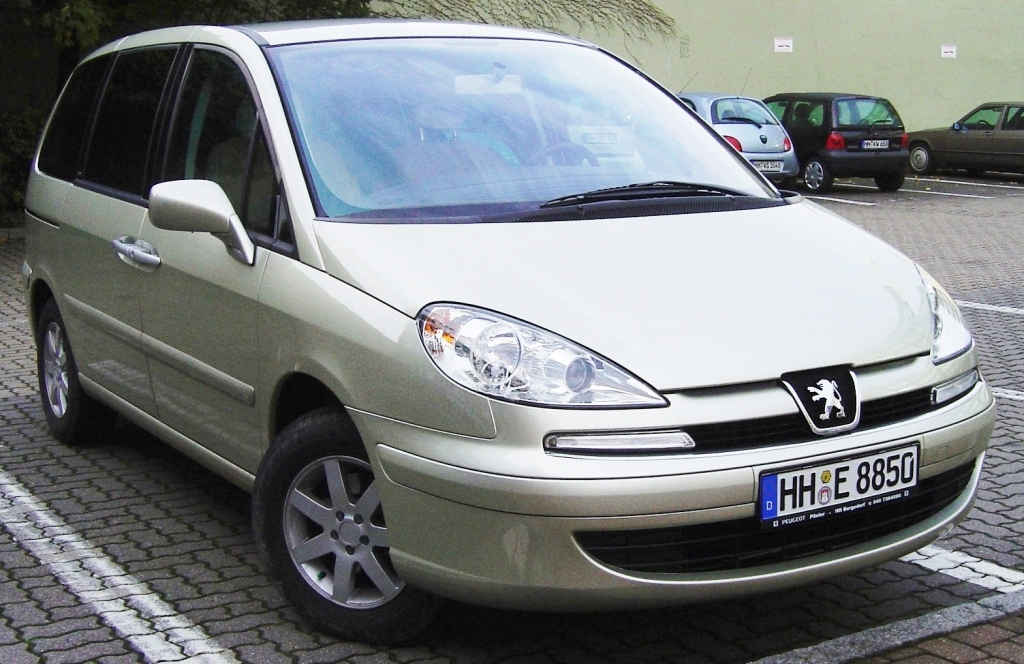
Peugeot 807 2

- Galerie utilitaires série 1 (1995-2006)

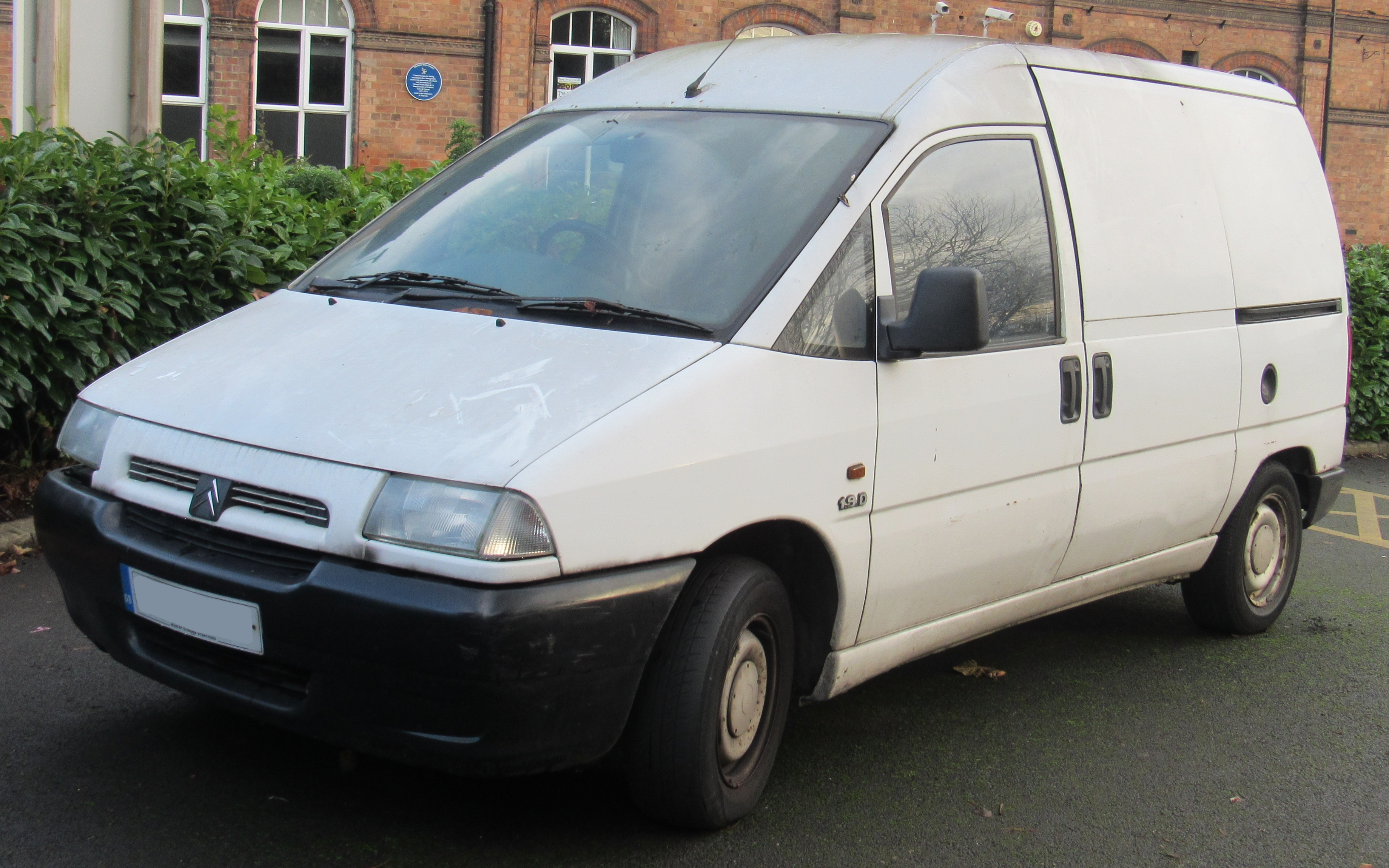
Citroen Jumpy 1
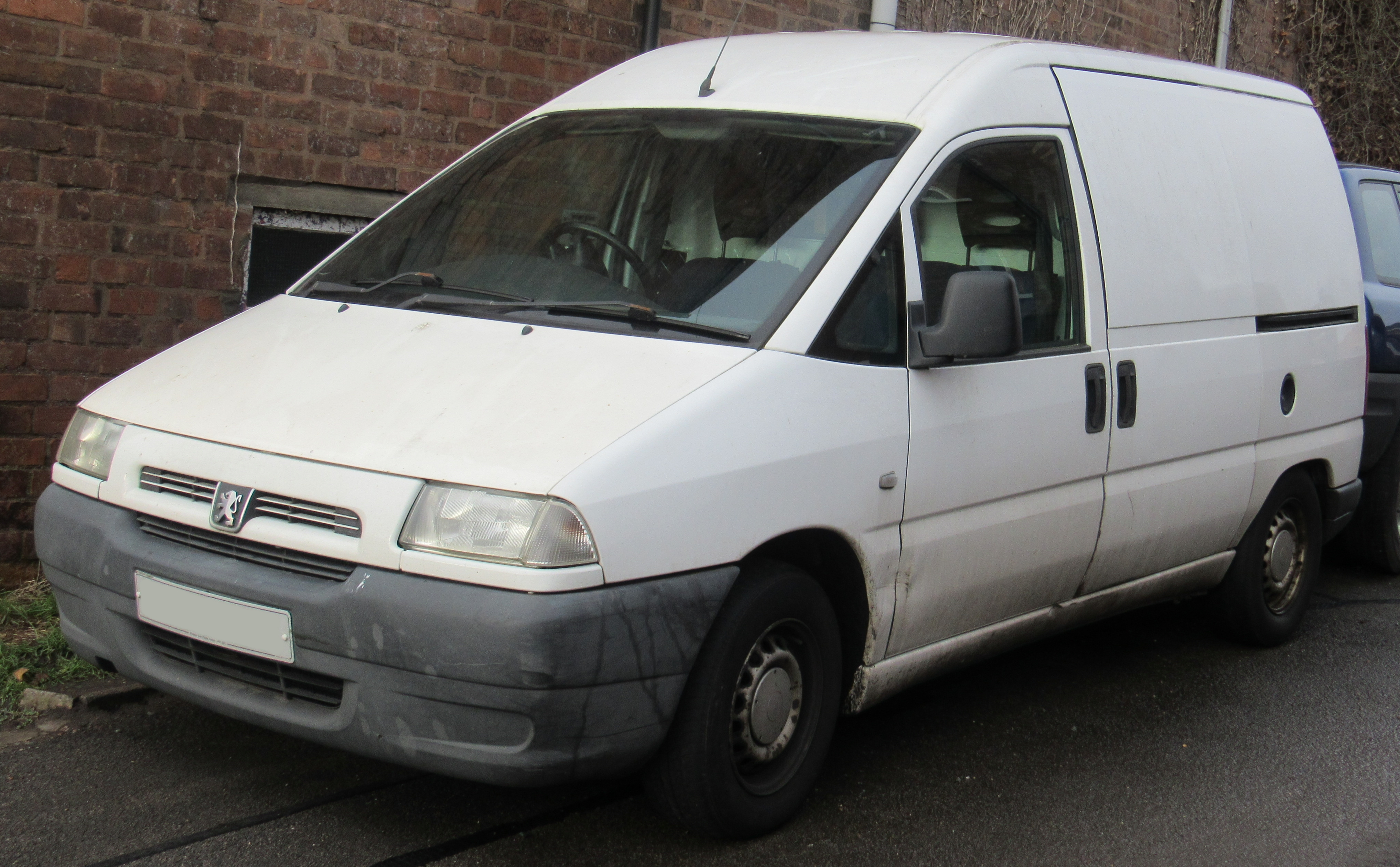
Peugeot Expert 1
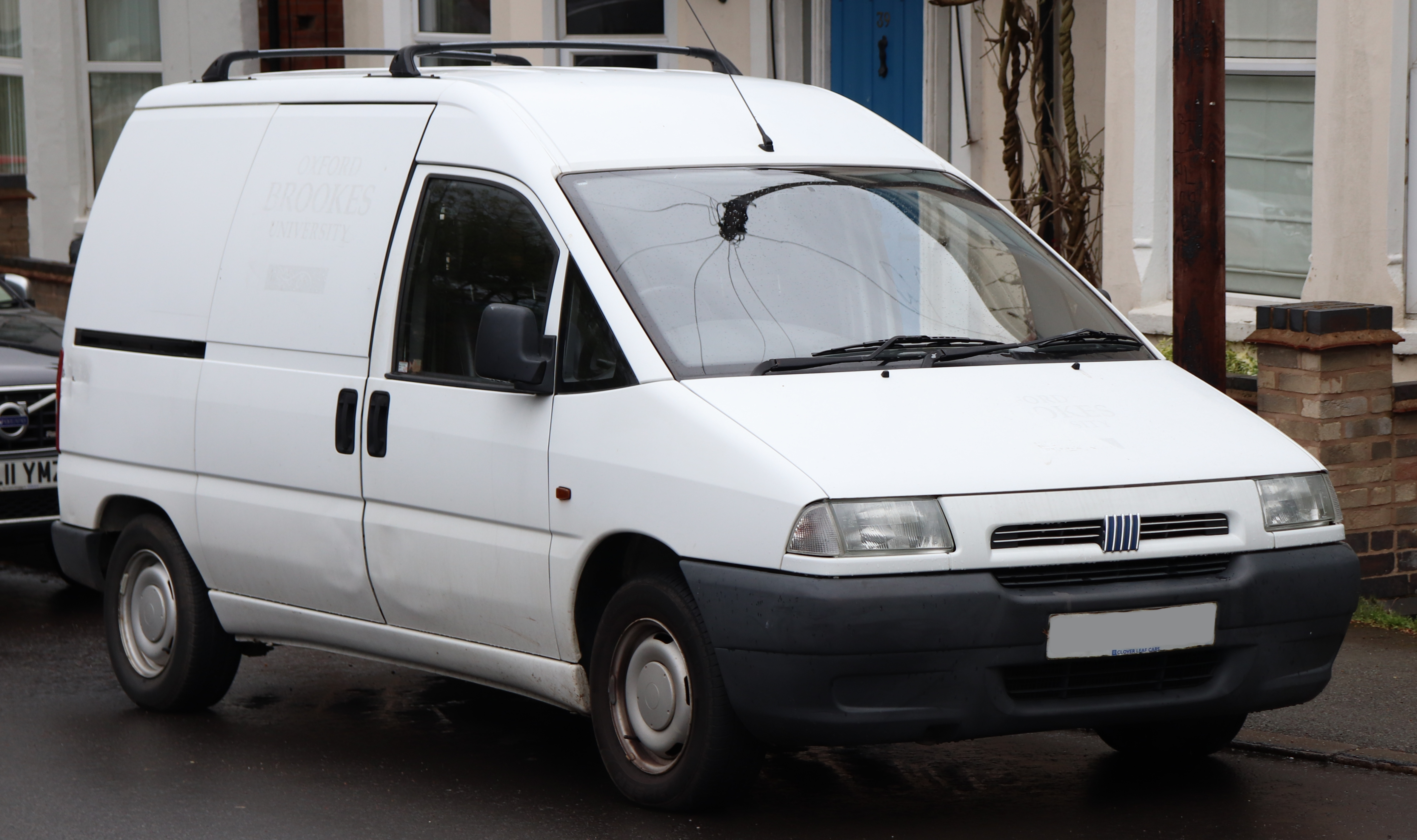
Fiat Scudo 1

- Galerie utilitaires série 2 (2007-2016)

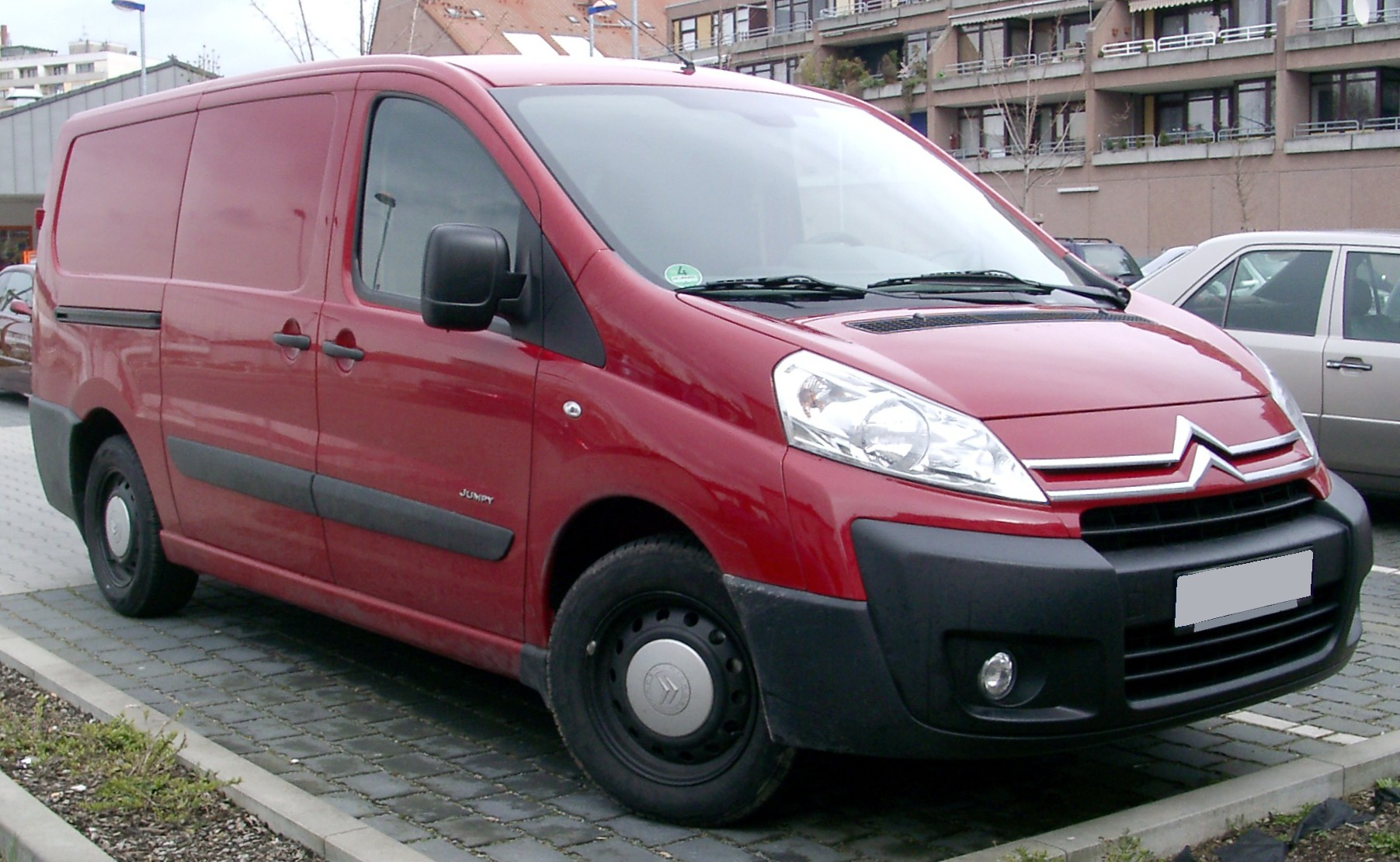
Citroen Jumpy 2
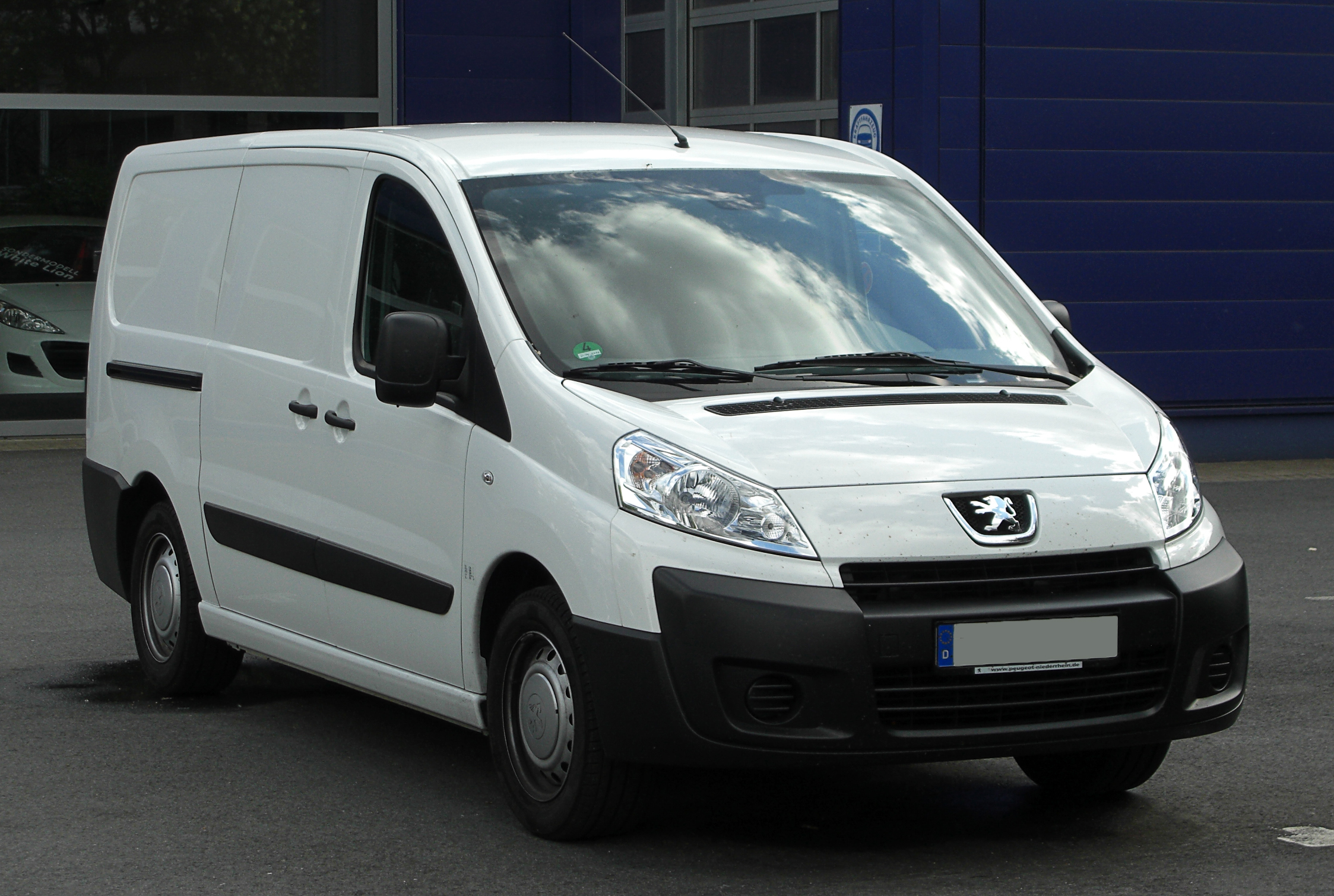
Peugeot Expert 2
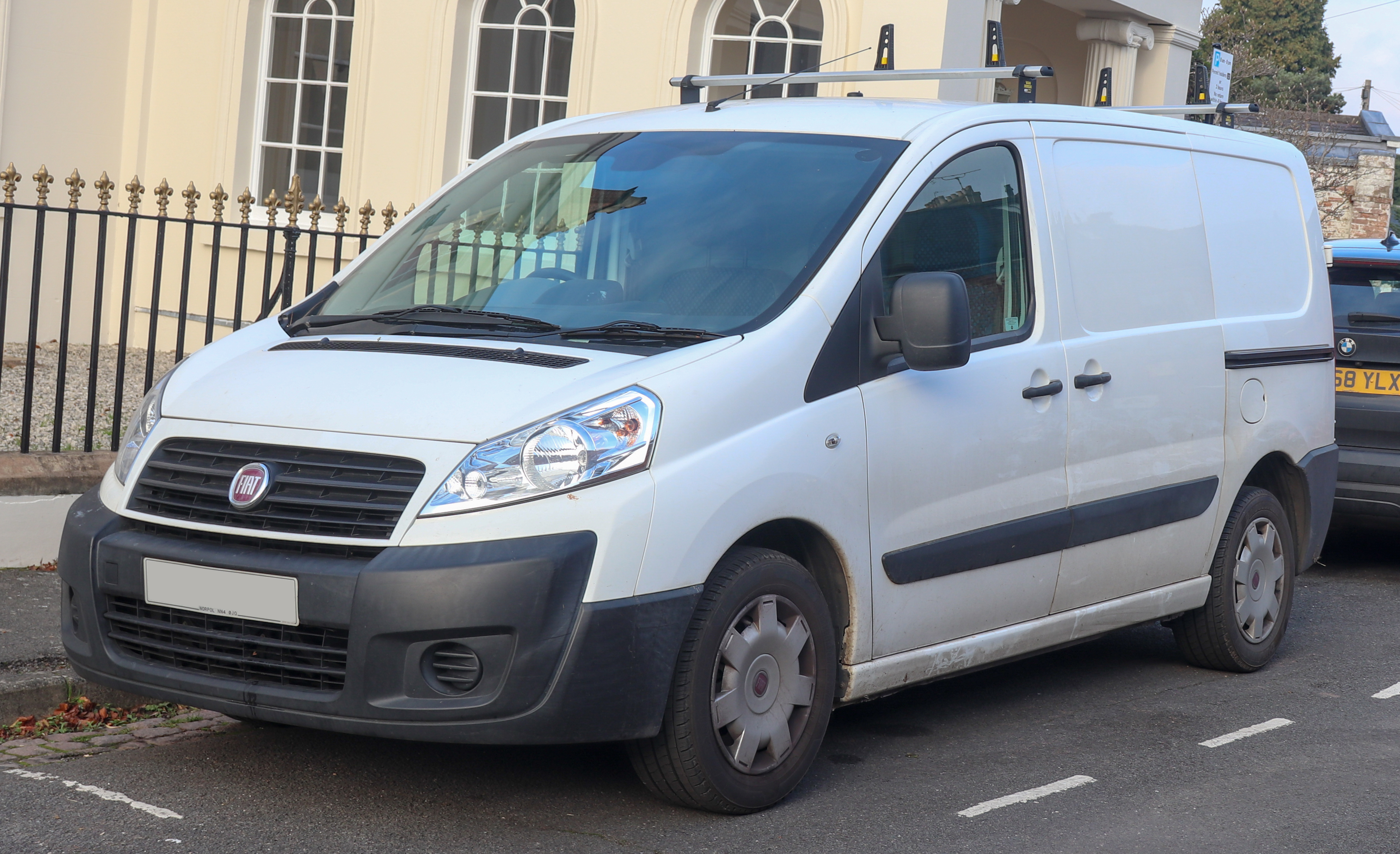
Fiat Scudo 2 120 Multijet
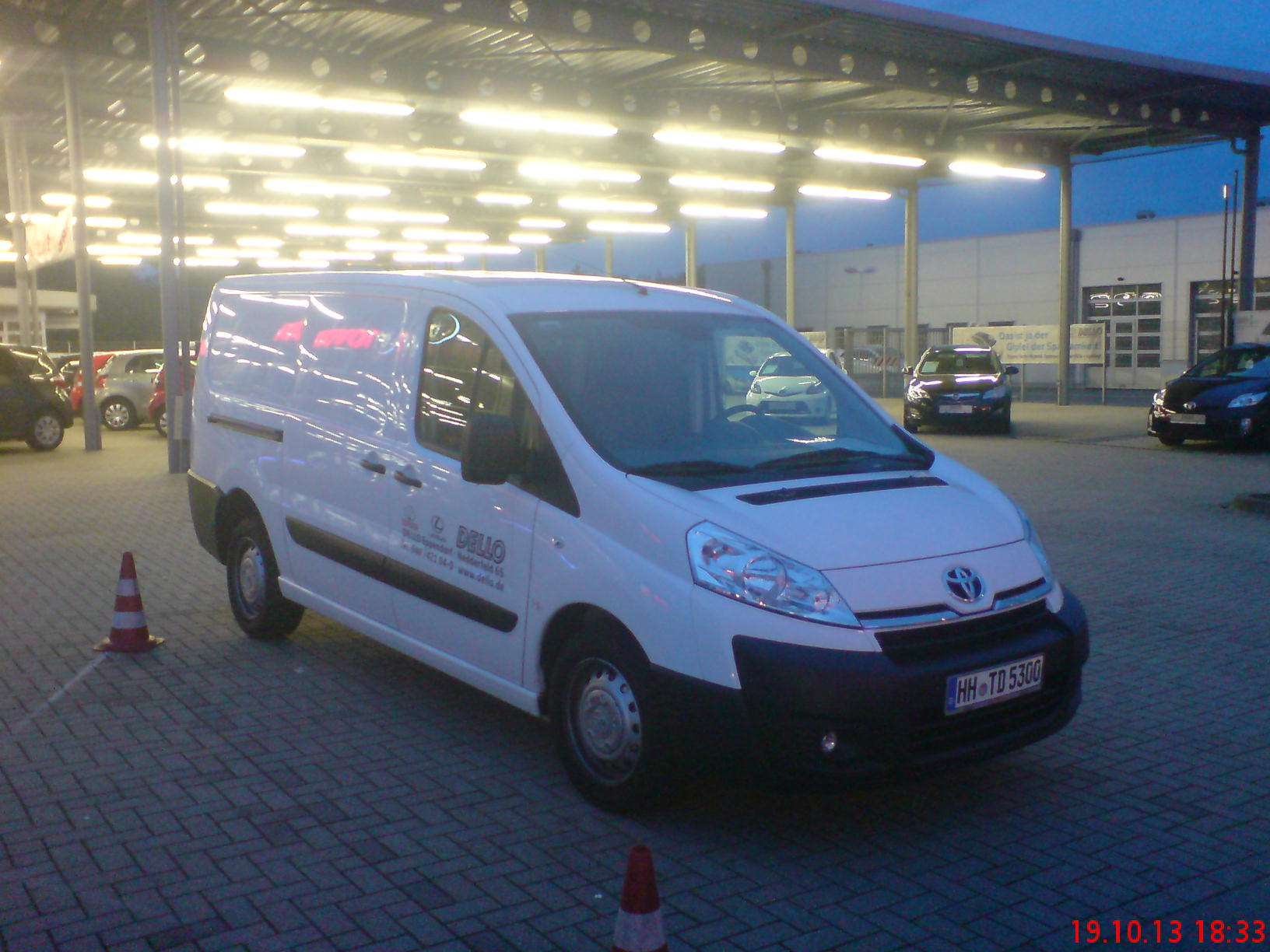
Toyota Proace 1 (2013-2016)

| Année | Citroën | Citroën | Citroën    | Peugeot | Peugeot | Peugeot    | Fiat     | Fiat      | Fiat    | Lancia | Lancia | Toyota    |
| ----- | ------- | ------- | ---------- | ------- | ------- | ---------- | -------- | --------- | ------- | ------ | ------ | --------- |
| Année | Evasion | C8      | Jumpy      | 806     | 807     | Expert     | Ulysse I | Ulysse II | Scudo   | Zeta   | Phedra | ProAce    |
| 1994  | 7.168   |         |            | 10.894  |         |            | 9.838    |           |         |        |        |           |
| 1995  | 10.050  |         | 12.152     | 29.993  |         | 3.455      | 15.879   |           | 5.073   | 3.968  |        |           |
| 1996  | 12.236  |         | 13.674     | 20.658  |         | 14.198     | 20.748   |           | 17.855  | 3.331  |        |           |
| 1997  | 14.573  |         | 19.601     | 22.082  |         | 21.263     | 20.767   |           | 22.537  | 3.077  |        |           |
| 1998  | 17.500  |         | 21.630     | 19.785  |         | 23.700     | 21.539   |           | 24.470  | 2.490  |        |           |
| 1999  | 18.728  |         | 24.250     | 22.288  |         | 27.515     | 24.672   |           | 25.409  | 3.299  |        |           |
| 2000  | 17.451  |         | 24.112     | 22.406  |         | 28.177     | 10.377   |           | 39.428  | 2.265  |        |           |
| 2001  | 17.512  |         | 26.726     | 19.972  |         | 32.294     | 6.945    |           | 39.374  | 1.852  |        |           |
| 2002  |         | 11.970  | 24.859     |         | 14.933  | 28.605     |          | 9.063     | 30.396  |        | 5.232  |           |
| 2003  |         | 27.728  | 29.787     |         | 35.030  | 28.529     |          | 14.730    | 23.039  |        | 10.192 |           |
| 2004  |         | 24.049  | 29.703     |         | 31.178  | 32.555     |          | 13.433    | 24.302  |        | 7.594  |           |
| 2005  |         | 22.998  | 32.105     |         | 28.057  | 33.150     |          | 8.304     | 20.680  |        | 5.713  |           |
| 2006  |         | 20.038  | 36.928     |         | 23.985  | 34.680     |          | 5.321     | 20.874  |        | 4.825  |           |
| 2007  |         | 11.976  | 37.198     |         | 20.223  | 43.049     |          | 4.504     | 41.008  |        | 4.238  |           |
| 2008  |         | 8.448   | 41.035     |         | 13.384  | 44.075     |          | 2.688     | 35.856  |        | 4.068  |           |
| 2009  |         | 5.298   | 19.957     |         | 6.185   | 18.950     |          | 1.717     | 17.837  |        | 1.996  |           |
| 2010  |         | 5.525   | 27.910     |         | 5.724   | 28.893     |          | 888       | 19.450  |        | 1.561  |           |
| 2011  |         | 5.731   | 29.625     |         | 6.376   | 33.260     |          |           | 19.786  |        |        |           |
| 2012  |         | 3.721   | 23.588     |         | 4.190   | 28.152     |          |           | 15.233  |        |        |           |
| 2013  |         | 2.726   | 25.287     |         | 2.670   | 26.304     |          |           | 13.528  |        |        | 3.803     |
| 2014  |         | 2.726   | 27.689     |         | 2.670   | 29.911     |          |           | 16.030  |        |        | 6.640     |
| 2015  |         |         | 30.479     |         |         | 34.603     |          |           | 15.632  |        |        | 6.559     |
| 2016  |         |         | 33.699 (1) |         |         | 36.090 (2) |          |           | 7.304   |        |        | 9.223 (3) |
| Total | 115.218 | 151.692 | 591.994    | 168.078 | 193.637 | 631.408    | 130.765  | 60.648    | 496.831 | 20.282 | 45.419 | 26.225    |

Notes : 
(1) : Citroën Jumpy 2 (jan. à mars 2016) + Spacetourer + Jumpy 3 (à partir de mars 2016).

(2) : Peugeot Expert 2 (jan. à mars 2016) + Traveller + Expert 3 (à partir de mars 2016).

(3) : Toyota ProAce I (jan. à mars 2016) + ProAce Verso II (à partir de mars 2016).

Sources :
* « Analyses et statistiques production automobile des marques françaises par année (1999 à 2022) »
* Documents de référence Groupe PSA - 2000 à 2020.

### Véhicules SEVEL Nord2egénération

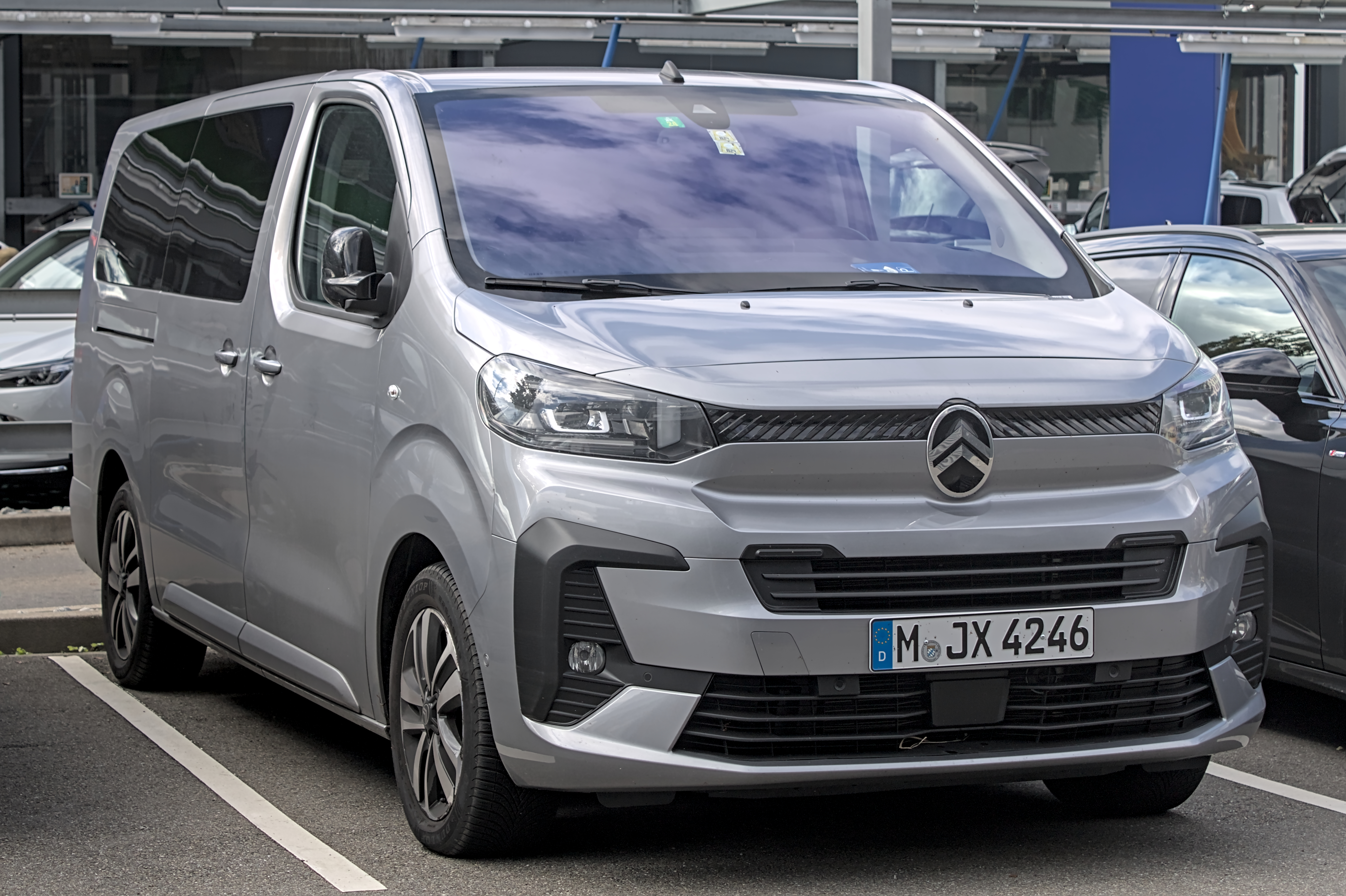
Citroën Spacetourer (FL 2023)
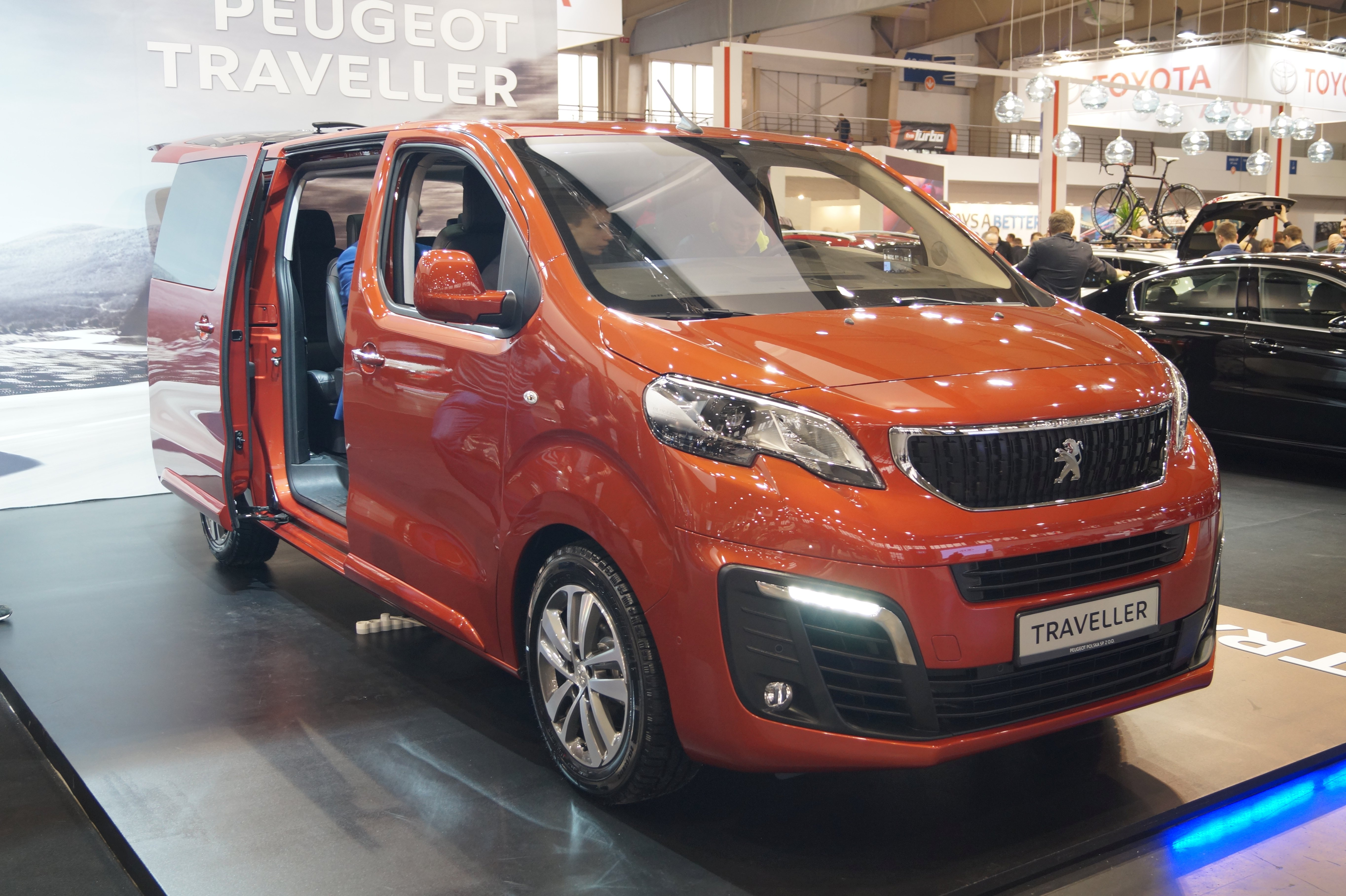
Peugeot Traveller (2016)
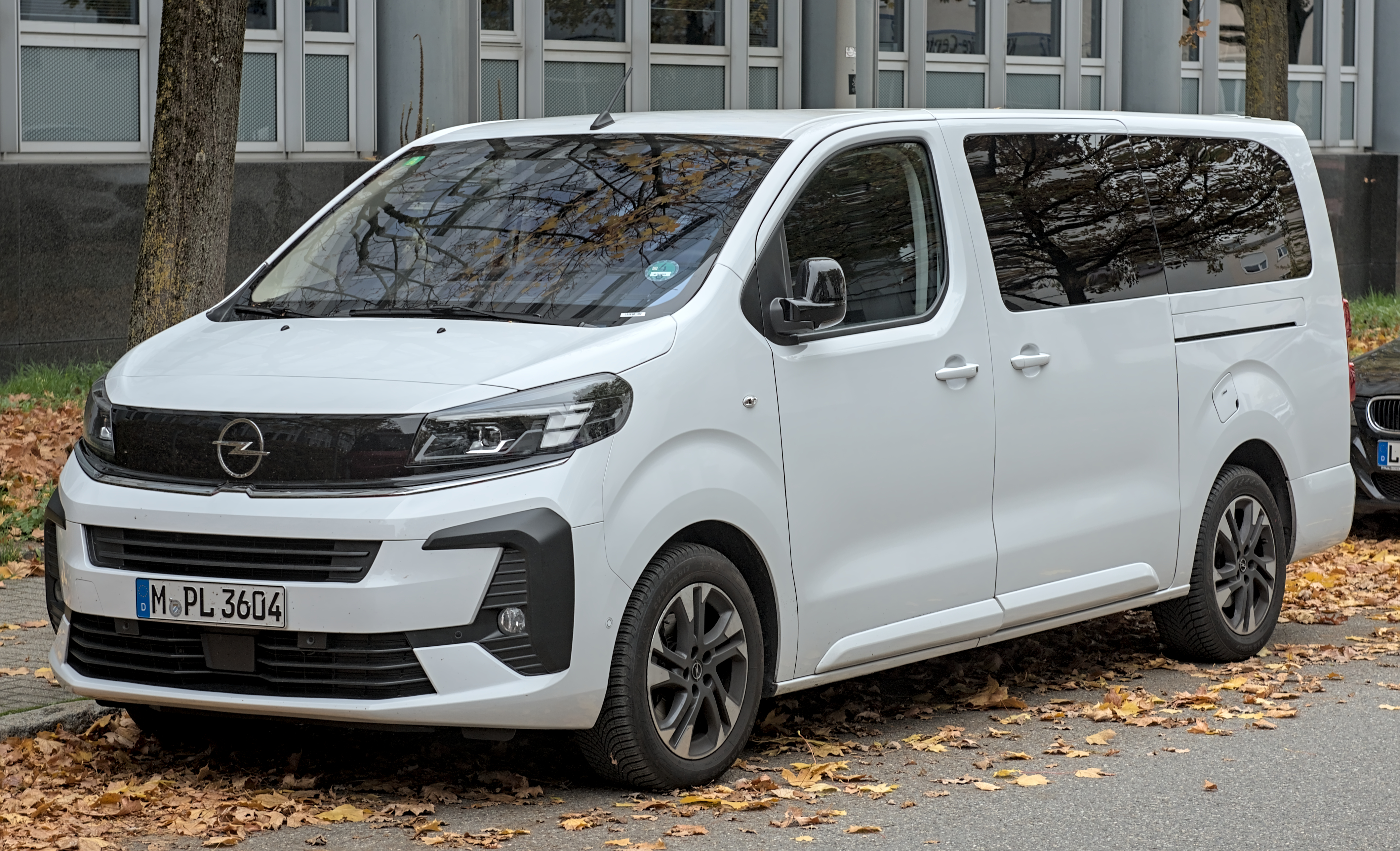
Opel Zafira Life (Facelift 2023)
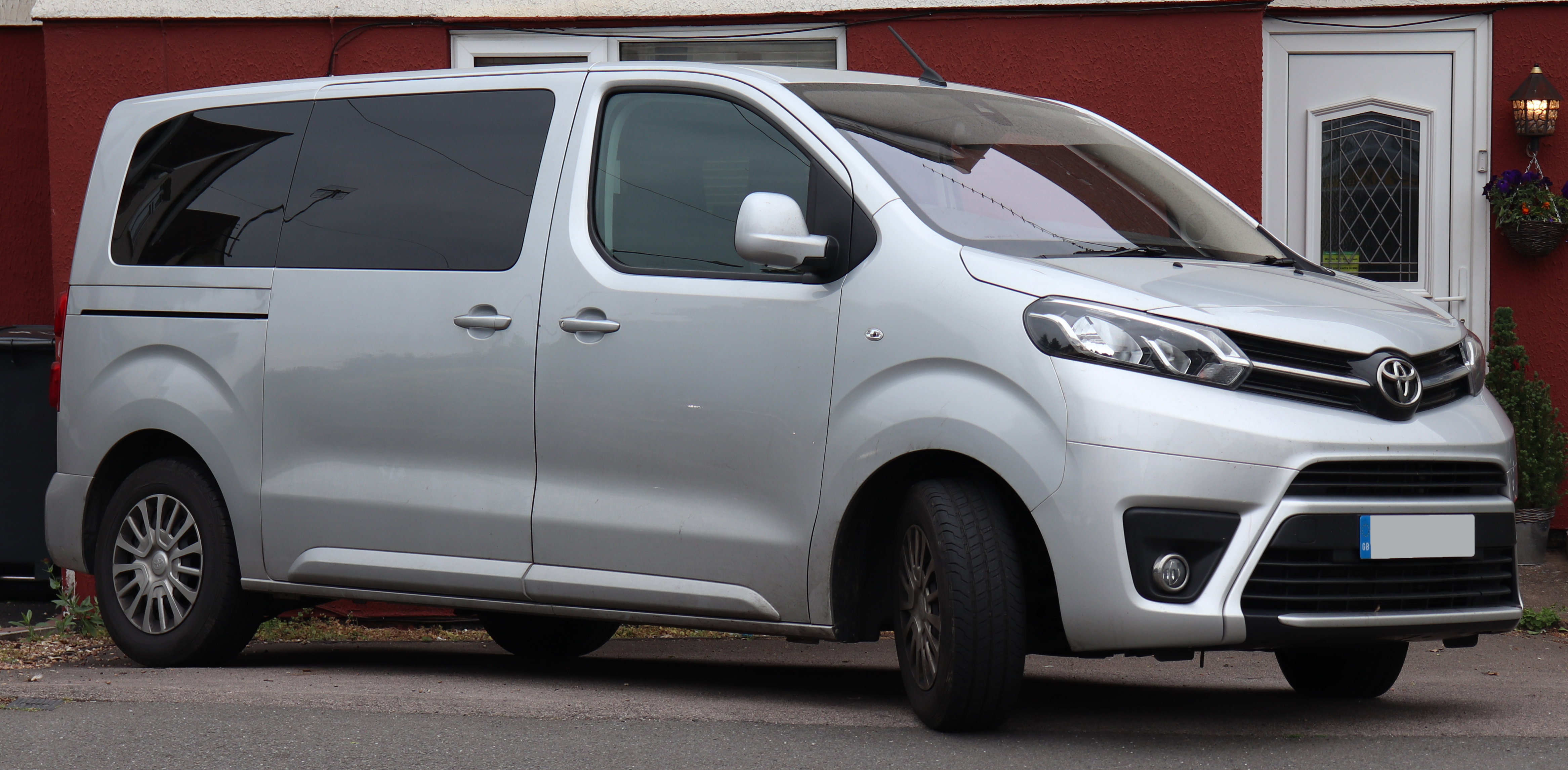
Toyota ProAce Verso (2017)
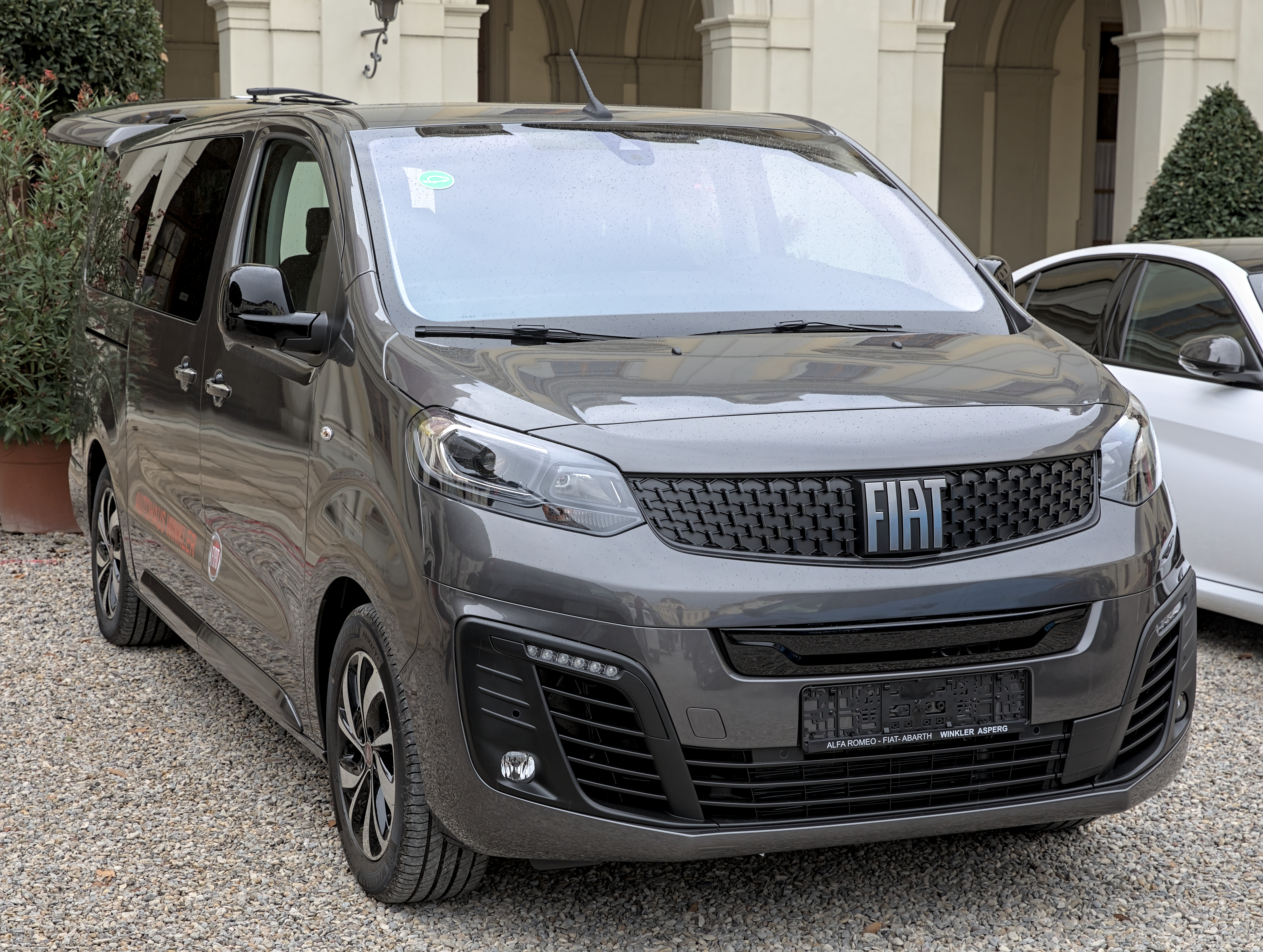
Fiat E-Ulysse (2022)

| Année | Citroën     | Citroën    | Peugeot   | Peugeot    | Opel        | Opel     | Topota          | Topota    | Fiat     | Fiat    |
| ----- | ----------- | ---------- | --------- | ---------- | ----------- | -------- | --------------- | --------- | -------- | ------- |
| Année | Spacetourer | Jumpy 3    | Traveller | Expert 3   | Zafira Life | Vivaro C | ProAce Verso II | ProAce    | Ulysse 3 | Scudo 3 |
| 2015  | 108         |            |           | 105        |             |          |                 |           |          |         |
| 2016  | 5.058       | 33.699 (1) | 4.411     | 36.090 (2) |             |          |                 | 9.223 (3) |          |         |
| 2017  | 13.762      | 37.824     | 14.960    | 44.173     |             | 16.229   | 7.536           | 518       |          |         |
| 2018  | 19.140      | 41.878     | 20.052    | 56.000     |             | 880      | 16.508          | 16.508    |          |         |
| 2019  | 11.168      | 31.826     | 11.037    | 44.660     | 2.893       | 18.564   | 17.092          | 17.092    |          |         |
| 2020  | 7.594       | 16.111     | 8.671     | 27.631     | 7.544       | 17.041   | 13.852          | 13.852    |          |         |
| 2021  | 9.771       | 20.224     | 8.575     | 36.097     | 12.359      | 27.463   | 35.132          | 35.132    |          | N.C.    |
| 2022  |             |            |           |            |             |          |                 |           |          |         |
| 2023  |             |            |           |            |             |          |                 |           |          |         |
| 2024  |             |            |           |            |             |          |                 |           |          |         |
| 2025  |             |            |           |            |             |          |                 |           |          |         |

Notes : 
(1) : Citroën Jumpy 2 (jan. à mars 2016) + Spacetourer + Jumpy 3 (à partir de mars 2016).

(2) : Peugeot Expert 2 (jan. à mars 2016) + Traveller + Expert 3 (à partir de mars 2016).

(3) : Toyota ProAce I (jan. à mars 2016) + ProAce Verso II (à partir de mars 2016).

Sources :
* « Analyses et statistiques production automobile des marques françaises par année (2000 à 2022) »
* Documents de référence  Groupe PSA - 2000 à 2020.